# Rehab (canção de Amy Winehouse)
"Rehab" é uma canção gravada pela cantora e compositora britânica Amy Winehouse para o seu segundo álbum de estúdio, Back to Black (2006). A composição foi realizada inteiramente por Winehouse e a sua produção, por Mark Ronson. A faixa foi influenciada pelas tentativas dos empresários musicais da cantora de fazê-la internar-se em uma clínica de reabilitação para tratar o seu alcoolismo. Enquanto caminhava pelas ruas de Nova Iorque com Ronson, em 2006, a artista comentou sobre o ocorrido, de modo que o produtor, imediatamente, apercebeu-se de que a história poderia ser transformada em uma canção. Incentivada pelo rapaz, Winehouse retornou ao estúdio de gravação àquele dia e compôs o tema em apenas três horas. A sua gravação ocorreu em março de 2006, nos estúdios Dap King, Chung King — ambos em Nova Iorque — e Metropolis — em Londres.
Considerada a canção-assinatura de Winehouse, "Rehab" deriva de origens estilísticas de R&B contemporâneo, com influências do soul e jazz dos anos 1960, bem como dos grupos femininos coetâneos. Liricamente, a faixa relata a supracitada insistência de seus empresários para que a artista inicie um tratamento contra o seu consumo compulsivo de bebidas alcoólicas, enquanto ela apresenta as justificativas de sua recusa. Lançada como o primeiro single de Back to Black em 23 de outubro de 2006 no Reino Unido através da gravadora Island Records, a canção foi disponibilizada para vendas em outros países ao longo de 2007. Na América do Norte, por sua vez, foi liberada como o segundo single do disco através da Universal Music, tendo sido enviada às estações radiofônicas apenas em maio de 2007. O tema foi recebido com aclamação pelos críticos musicais, os quais elogiaram a sua sonoridade sessentista, a sua letra autobiográfica e a produção de Ronson, e enfatizaram a entrega vocal da intérprete. Consequentemente, foi eleito um dos melhores lançamentos do ano por publicações como Time e Slant Magazine, e recebeu nomeações a várias premiações ao redor do mundo, inclusive ao Grammy Award de 2008, onde conquistou três troféus, entre os quais "Canção do Ano" e "Gravação do Ano".
Comercialmente, "Rehab" converteu-se no primeiro êxito de Amy Winehouse. O single registrou a mais alta estreia da cantora na tabela musical do Reino Unido, a UK Singles Chart, e converteu-se em seu primeiro lançamento a alcançar uma colocação entre as dez melhores posições, atingindo o sétimo lugar. Adicionalmente, alcançou o segundo lugar na UK R&B Chart. Nos Estados Unidos, o tema registrou êxito similar, tendo alcançado o nono lugar na Billboard Hot 100 e uma posição entre as cinco melhores colocações em tabelas alternativas publicadas pela Billboard, incluindo a liderança da R&B Singles Chart. Em ambos os territórios, "Rehab" é a canção mais vendida de Winehouse a solo, tendo sido premiada com "Disco de Platina" pela British Phonographic Industry (BPI) e com "Dupla Platina" pela Recording Industry Association of America (RIAA). Internacionalmente, o êxito repetiu-se: a canção classificou-se entre os quinze primeiros colocados nas tabelas de diversas nações, entre as quais Canadá, Dinamarca, França e Nova Zelândia, alcançou a liderança na Hungria, na Noruega, no Chile e nas rádios de Espanha, de Flandres, do Líbano e do Brasil, e foi uma das mais reproduzidas nas estações brasileiras ao longo de 2007 e 2008. Mundialmente, a canção vendeu mais de cinco milhões de unidades.
O vídeo musical relativo à canção foi dirigido por Phil Griffin e foi lançado em 8 de setembro de 2006 na plataforma digital YouTube. Filmado nas dependências de um vetusto edifício em Londres, exibe a cantora e os integrantes de sua banda a executarem o tema nos diversos cômodos de um apartamento, na sala de um psiquiatra e, ao fim, no cômodo de uma clínica de reabilitação. A gravação chegou à primeira posição entre as mais solicitadas pelos telespectadores do programa Total Request Live e do VH1, e concorreu ao troféu "Vídeo do Ano" nos MTV Video Music Awards de 2007. Como forma de divulgação, a cantora apresentou a canção em festivais musicais, programas televisivos e premiações, entre os quais o Glastonbury, o Later with Jools Holland e o BRIT Awards, e incluiu-a no repertório de sua turnê. Além disso, "Rehab" foi regravada por diversos artistas, incluindo Girls Aloud, Paolo Nutini e Seether, e apresentada ao vivo por Fergie, Kanye West e Taylor Swift.

## Desenvolvimento

### Antecedentes
Os meus empresários resolveram parar de segurar as pontas para mim e me comunicaram que me levariam ao centro de reabilitação. Perguntei a meu pai se ele pensava que eu deveria ir. Ele disse-me que não, mas que valeria a pena tentar. Eu fui por quinze minutos. Entrei, cumprimentei e expliquei que bebia porque estava apaixonada e o relacionamento tinha acabado. Então, fui embora.

—Winehouse a relatar a sua experiência para com a clínica de reabilitação.
Com o lançamento de seu disco de estreia, Frank, Winehouse passou a maior parte do ano de 2004 excursionado pelo Reino Unido, como forma de divulgação. A turnê rendeu à sua gravadora resultados positivos financeiramente, mas contribuiu em nada para a criatividade da artista. Isto porque Winehouse apenas escrevia sobre acontecimentos pessoais, como a própria afirmou em entrevistas, de modo que a promoção de seu disco não atendia às suas expectativas como letrista. A ausência de criatividade logo se transformou em um bloqueio de escritor e a cantora permaneceu cerca de dezoito meses sem realizar sequer uma composição. Por essa altura, Winehouse costumava frequentar pubs em Londres e consumir cannabis. Num dos supracitados estabelecimentos, em Camden Town, a artista envolveu-se com um rapaz chamado Blake Fielder-Civil. Como Blake não utilizava aquele tipo específico de substância psicoativa, Winehouse abandonou o uso de cannabis e passou a acompanhá-lo nas bebidas alcoólicas. Os dois iniciaram um romance pouco depois, mas Blake era comprometido e preferiu preservar a sua relação a permanecer com Winehouse.
O rompimento provocou graves alterações no estado de humor da cantora, que se viu em momentos deveras sombrios. Deprimida, Winehouse começou a ingerir bebidas alcoólicas de maneira excessiva e a alimentar-se mal, o que, agravado por seus transtornos alimentares, culminou com a sua drástica perda de peso. Ao aperceber-se de seu comportamento autodestrutivo, Nick Shymansky — empresário musical e amigo de Winehouse — tentou convencê-la a procurar a ajuda de um profissional. Juntamente com Nick Godwyn, ele tentou levá-la a uma clínica de reabilitação, para que a artista tratasse o seu alcoolismo. Embora estivesse relutante, Winehouse concordou em ir à Priory Clinic, mas antes decidiu contatar o seu pai, Mitch, para ouvir o que ele pensava a este respeito. Mitch, por sua vez, incentivou-a a declinar da proposta. Já contrária à ideia de internar-se e com o incentivo de seu pai, a cantora recusou o tratamento. Posteriormente, a artista rompeu o seu contrato com a empresa 19 Entertainment, propriedade de Simon Fuller. Como Godwyn e Shymansky recusaram-se acompanhá-la, ela substituiu-os por Raye Cosbert, o seu promotor de eventos.

### Mark Ronson e a elaboração de "Rehab"

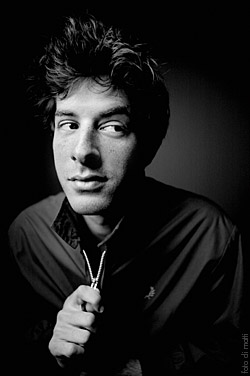
Mark Ronson foi responsável pela produção e ideia da composição de "Rehab".

Por essa altura, a gravadora de Winehouse a pressionava por qualquer material novo, tendo em vista os meses em que a cantora passara completamente inativa. "Completaram-se dois anos desde o lançamento do último disco e [executivos da gravadora], de fato, disseram-me, 'Ao menos queres fazer um novo disco?', e eu disse-lhes, 'Asseguro-vos de que o farei em breve' [...] 'Quando eu começar a compô-lo, eu irei escrever, e escrever, e escrever. Apenas preciso de começar'", relatou a cantora. Para ajudá-la a fazer fluir o seu processo criativo, Guy Moot, presidente criativo da empresa EMI Publishing do Reino Unido e do continente europeu, resolveu apresentá-la a Mark Ronson. Embora conhecesse o seu trabalho, Ronson nunca fora apresentado formalmente à cantora.
Àquele momento, Winehouse encontrava-se em Nova Iorque, em busca de alguém com quem trabalhar em seu segundo disco, de modo que os dois puderam ser apresentados um ao outro dias depois no estúdio de Ronson. Após conversarem sobre música, a cantora exibiu-lhe os grupos musicais que escutara, afirmando-lhe almejar que seu disco soasse como aqueles artistas. Ronson, então, comprometeu-se em elaborar algo àquela noite e mostrar-lhe o resultado no dia seguinte. Inspirado pelos músicos que Winehouse lhe havia apresentado, o produtor elaborou parte do instrumental da faixa homônima de Back to Black e, conforme o combinado, levou a gravação para a artista no dia seguinte. Winehouse ficou deveras contente para com o resultado, de modo que decidiu prolongar a sua estadia em Nova Iorque, retornando ao estúdio do produtor por diversas vezes nas semanas seguintes.
Num intervalo entre as sessões em estúdio com Ronson, a cantora decidiu caminhar pelas ruas de Nova Iorque, tendo o produtor a acompanhado. Durante o trajeto, Winehouse narrou-lhe as tentativas de seus empresários de levá-la a uma clínica de reabilitação. Ao descrever o acontecido, a artista cantarolou o que viria a ser o gancho de "Rehab": "They tried to make me go to rehab, but I said, no, no, no". "Eu apenas cantarolei o gancho em voz alta, como um gracejo. Foi realmente muito bobo", relatou a cantora em entrevista ao Daily Mail, em 2007. Ronson, por sua vez, perguntou-lhe quem havia escrito aquilo e Winehouse respondeu-lhe que foi a própria quem o fizera meses antes, visando incluir a frase em uma canção. O produtor, então, incentivou-a a trabalhar com o trecho imediatamente. Ronson comentou sobre o acontecido: "Eu apenas considerei aquilo uma frase muito cativante. E, tu sabes, [eu pensei] que deveríamos voltar [ao estúdio] e tentar escrever uma canção com aqueles dizeres. Aquilo soou instantaneamente como um gancho a mim".
Os dois, então, retornaram rapidamente ao estúdio e a cantora iniciou a composição do tema. A princípio, Winehouse escrevera a canção com uma progressão blues de doze compassos, mas Ronson sugeriu-lhe compor à maneira a que ele chamou "estilo Beatles": o verso em escala Mi menor e os acordes em Lá menor. Embora não tivesse qualquer afinidade para com esta forma de compor — a maior parte de suas canções foram compostas em acordes de jazz —, a intérprete o fez. O processo de composição de "Rehab" foi concluído em cerca de três horas. Os vocais de Winehouse foram fonografados no estúdio Chung King, em Nova Iorque. Bateria, piano, guitarra e contrabaixo foram gravados ao vivo e simultaneamente em um cômodo do estúdio Dap King, com o grupo musical The Dap-Kings. Somente um microfone foi utilizado para capturar o som da bateria. Instrumentos de corda, percussão e metais foram registrados separadamente no estúdio Metropolis, em Londres. O resultado obtido após a incrementação de cordas à canção soou fortemente retrô, de acordo com o engenheiro de áudio Tom Elmhirst, pelo que Elmhirst decidiu fazê-la soar mais contemporânea através do processo de mistura. Apesar de Ronson estar relutante, a fim de evitar uma faixa excessivamente produzida, Elmhirst tencionava apenas fazê-la soar mais contemporânea para auxiliar o seu desempenho comercial, sem que a canção perdesse o seu apelo retrô.

## Lançamento
O lançamento de "Rehab" foi anunciado por meio do site oficial de Amy Winehouse, em meados de 2006. Primeiramente, noticiou-se que a artista retornaria à indústria musical em 2006, com um novo single anunciado para estrear no verão britânico. Alguns meses mais tarde, foi revelado que o single chamar-se-ia "Rehab", bem como o dia em que seria lançado, 23 de outubro. Anteriormente, no entanto, gravações demonstrativas de "Rehab" e "You Know I'm No Good" foram reproduzidas no programa radiofônico de Mark Ronson na East Village Radio, em Nova Iorque. Conforme o anunciado, a canção foi disponibilizada para comercialização em território britânico em 23 de outubro, em formato CD-Maxi contendo um lado B, a canção "Do Me Good". Em 30 do mesmo mês, foi distribuída em formato CD single. Na América do Norte, a canção contou com divulgação prévia ao seu lançamento. Em sua edição de janeiro de 2007, por exemplo, a revista americana Spin anunciou-a como uma das canções a se adquirir e disponibilizou, através do seu site, hiperligações para o áudio e vídeo oficiais da canção. Primeiramente, "Rehab" foi disponibilizada para comercialização em formato CD single no Canadá, sob o selo da gravadora Universal Music, em 25 de janeiro de 2007. Nos Estados Unidos, a canção foi lançada como o segundo single de Back to Black, pois a Universal preferiu introduzir Winehouse à América por meio de "You Know I'm No Good" e uma versão alternativa da canção com Ghostface Killah. Ainda assim, a gravação foi liberada para comercialização em 13 de março, em formatos download e CD single. "Rehab" apenas foi enviada às estações radiofônicas mainstream, rhythmic e urban americanas como single em 22 de maio.
Internacionalmente, a sua comercialização iniciou-se em 2007. Em França, a canção foi enviada às estações radiofônicas como o primeiro single de Back to Black em 16 de janeiro de 2007. Em 29 do mesmo mês, foi adicionada às estações mainstream russas, uma vez mais como o single de avanço do disco. No México, foi editada em formato vinil juntamente com "You Know I'm No Good" em 13 de fevereiro, através da Republic Records. Foi disponibilizada em formatos CD single e CD-Maxi — ambos contento faixas adicionais — em Alemanha nos dias 2 e 9 de março, respectivamente. Em 14 e 25 de agosto, foi enviada às lojas físicas e on-line do Japão e de França, respectivamente, em formato CD-Maxi em ambos os países. No Brasil, foi editado um extended play (EP) de remixes, que inclui a gravação original, em 7 de setembro e, em 17 do mesmo mês, foi lançado o CD single em territórios espanhol e francês. Em território americano, a faixa foi promovida por meio de versões alternativas antes de ser lançada como single. Em 8 de março de 2007, foi divulgado o remix "Rehab (Desert Eagle)", que incluiu à canção batidas hip hop. Em 5 de abril, foi editada uma versão com o rapper americano Pharoahe Monch. Após exatos dois meses, foi lançado um remix com o rapper conterrâneo Jay-Z.

## Estrutura musical e letra
Desculpe, não reconheço formato
Com duração superior a três minutos, "Rehab" é uma canção R&B contemporâneo com influências do soul, do jazz e do doo-wop dos anos 1960, bem como dos grupos femininos coetâneos. Will Hermes, do site BBC Radio 2, encontrou na canção influências do estilo Motown, ao passo que editores do AllMusic perceberam tons de neo soul na gravação. A sua composição foi influenciada pelos músicos que Winehouse escutara à época de sua elaboração, como a artista relatou: "Eu costumava escutar um monte de coisas tipo Beastie Boys, queria escrever toneladas de canções irônicas como aquelas, de modo que foi realmente fácil fazer alguma coisa como 'Rehab'". Com sonoridade contemporânea e retrô influenciada pela atmosfera Motown, a faixa possui grooves derivados do funk e apresenta o trabalho de bateria ao vivo com forte reverberação, sinos, metais, cordas clássicas, instrumentos de sopro, piano elétrico, palmas e contrabaixo. Tímpanos, castanholas e xilofone são também utilizados em sua instrumentação à baixa frequência. Alex MacGregor, do site UKMIX, percebeu que a canção possui influências do ska-reggae em sua instrumentação. Mark Edward Nero, do site About.com, caracterizou-a por "uma batida inspirada em Motown que transita entre instrumentos de sopro e de percussão". Bill Lamb, da mesma publicação, descreveu-a como "abastecida com arranjos sessentistas de instrumentos de sopro". Will Hermes, do Entertainment Weekly, descreveu-a como "inclinada ao Motown" e construída com o trabalho de órgão Wurlitzer, saxofone barítono e palmas. De acordo com a partitura musical publicada pela Sony/ATV Music Publishing, "Rehab" é definida na assinatura de tempo comum (4/4) com um ritmo de 150 batidas por minuto. Foi composta em uma clave de Dó maior, com os vocais da cantora abrangendo-se entre a baixa nota de Sol3 até à nota central de Fá5.
Descrita como "a canção-tema das celebridades modernas", "Rehab" foi escrita inteiramente por Winehouse e foi influenciada pelas tentativas de seus empresários musicais de fazê-la internar-se em uma clínica de reabilitação para que ela tratasse o seu alcoolismo. Consequentemente, o seu conteúdo lírico centra-se em dois pontos: os relatos de Winehouse sobre supracitada insistência, como a cantora descreve imediatamente na introdução ("They tried to make me go to rehab, I said, no, no, no"), e as justificativas da artista para recusar o internamento. A cantora atribui o seu consumo de bebidas alcoólicos ao rompimento do romance com Blake ("I'm going to lose my baby, so I always keep a bottle handy"), e afirma que a sua recusa não é fruto de seu orgulho ("It's not just my pride"). Winehouse reconhece não haver solução alguma em bebidas alcoólicas ("I know it don't come in a shot glass"), mas relata que o seu consumo é algo passageiro, que cessará quando ela recuperar-se emocionalmente ("It's just 'til these tears have dried"), relacionando o consumo de bebidas à sua depressão. Winehouse demonstra confiança em sua recuperação uma vez mais no trecho "Yes i've been black but when i come back you'll know know know". Em certo momento, a cantora relata a breve consulta que fizera, mais especificamente nas linhas: "The man said 'Why do you think you're here?' I said 'I got no idea" e "He said 'I just think you're depressed/Kiss me here, baby, and go rest". A intérprete afirma não estar disposta a passar setenta dias internada ("I ain't got seventy days"), e diz que esse tempo seria mais bem aproveitado na companhia de Ray Charles e Donny Hathaway, como fora exposto nas linhas "I'd rather be at home with Ray" e "Cause there's nothing, there's nothing you can teach me/That I can't learn from Mr. Hathaway", sugerindo que tudo o que ela precisava para sentir-se melhor eram as palavras e melodias dos músicos que admirava. Para além de sua convicção de que o tratamento não era necessário, Winehouse justifica-se também para com o seu pai no trecho "If my daddy thinks I'm fine", em que faz referência ao dia em que Mitch concordara com a cantora quanto a recusar o internamento.

## Repercussão

### Crítica profissional
| Críticas profissionais | Críticas profissionais |
| Avaliações da crítica  | Avaliações da crítica  |
| Fonte                  | Avaliação              |
| ---------------------- | ---------------------- |
| About.com              | [ 64 ]                 |
| NME                    | (Aclamação)            |
| Stylus Magazine        | (10/10)                |
| Gigwise                | [ 67 ]                 |
| The A.V. Club          | (B-)                   |
| Billboard              | (Positiva)             |
| The Daily Record       | [ 70 ]                 |

Após o seu lançamento, "Rehab" recebeu aclamação dos críticos musicais. John Dingwall, do periódico britânico The Daily Record, por exemplo, premiou-a com cinco estrelas entre cinco permitidas e descreveu-a como "um tributo às canções soul de Aretha Franklin, dos anos 1960, e àquelas que se sobressaem em meio a multidão do estilo Motown". Dingwall prosseguiu: "A exitosa e cativante canção é acompanha de inteligente letra, as quais o problemático vocalista do Baby Shambles, Pete Doherty, não precisa de ouvir". Bill Lamb, do site About.com, também concedeu à canção cinco estrelas entre cinco permitidas e descreveu-a como "quase tão perfeita quanto uma gravação pop o pode ser". Lamb afirmou: "Dramatismo pessoal é expresso em uma canção instantaneamente memorável com o vocal gutural de Amy Winehouse e arranjos que nos trazem boas lembranças do pop e R&B dos anos 1960 ". O redator enfatizou o "pop retrô" da canção, os vocais de Winehouse e "o dramatismo transformado em algo cativante e divertido" como suas características positivas, e relatou não encontrar quaisquer aspectos negativos no tema. Bill ainda a descreveu como "contagiante" e como "um comovente pop a apreciar-se". No site do periódico americano The Austin Chronicle, Phil Alexander descreveu-a como "uma faixa que une o poder do soul clássico ao melodrama das Shangri-Las". Chuck Taylor, da revista Billboard, descreveu os vocais de Winehouse como uma mistura dos de Shirley Bassey e Ella Fitzgerald e a canção, como "melhor que um Martini duplo". Repórteres da revista People chamaram-na "instantaneamente memorável". Scott Conroy, do programa radiofônico canadense Sunday Morning, proferiu sobre a canção: "É isto ao que eu chamo 'atitude de garota malvada'".
No site da revista francesa Les Inrocks, Stéphane Deschamps chamou à obra "retrô, sensual e vitriólica", prosseguindo: "Parece que estamos a regressar a 1964, quando The Supremes ou Martha & The Vandellas faziam dançar o mundo inteiro ao cantarem romances de amor e ondas de calor. Bem, em termos líricos, ['Rehab'] é menos romântica. Mas, mesmo assim, funciona". Shilpa Ganatra, do periódico irlandês Hot Press, alcunhou-a "uma suave canção jazz" e "fascinante". Jonathan Bradley, da revista britânica Stylus, atribuiu à canção dez pontos entre dez permitidos, descrevendo-a como "eufórica" e o seu refrão, como "insanamente cativante". Hillary Brown, uma vez mais nas páginas da Stylus, por sua vez, premiou-a com oito pontos entre dez, proferindo: "Uau! Com toda a redescoberta e adaptação disso e daquilo da música do passado, por que é que ninguém vasculhou o ágil e sujo soul de Martha & The Vandellas antes desta? Winehouse tem a voz grandiosa que é requerida para balancear os metais de baixo tom e a habilidade de fazer uma pessoa sentir os quadris se moverem com o seu fraseado convidativo. A melodia é tão poderosa que tu, às vezes, quase não captas a mensagem da canção". No periódico americano The A.V. Club, Nathan Rabin comentou: "Qualquer cantor pode optar por sair da reabilitação (pergunte a Britney Spears), mas é preciso um par especialmente gigantesco do que Stephen Colbert tem indelevelmente (e indelicadamente) apelidado de 'bolas femininas' para transformar uma teimosa recusa a procurar ajuda em uma canção de sucesso". Steven Hyden, uma vez mais do A.V. Club, por sua vez, premiou "Rehab" com um B- a partir de uma escala de A a F e descreveu-a como "umas das canções que eu realmente não gosto de um disco que eu amo" e "uma tentativa de Winehouse de desviar as críticas feitas a si, satirizando os seus defeitos antes que qualquer um o tente fazer". No site da revista eletrônica Contact Music, Alex Lai elogiou-a por seu "gancho hipnótico" e descreveu-a como "uma canção satisfatória". Christian Hoard, da Rolling Stone, nomeou-a "um êxito Motown com uma batida estrondosa". Robert Morales, da revista Vibe, alcunhou-a "um divertido e subversivo hino antissobrieade".
Alicia Rose, da revista Gigwise, afirmou sentir "como se estivesse a retornar ao dançante decênio de 1960" com a canção, à qual chamou "produzida com qualidade". Rose prosseguiu: "Independentemente da história que essa senhorita nos relata, ela fá-lo com palavras tão formosamente escritas e canta-o com muita clareza e honestidade". A resenhista relatou que a canção possui o "refrescante som" das décadas passadas ao mesmo tempo que apresenta "brilhante carisma glorioso no século XXI". Rose encerrou chamando-a "produto impetuoso" e premiou-a com nove pontos entre dez. Na revista britânica NME, resenhistas afirmaram: "Como se fosse um híbrido entre (naturalmente) a tagarelice de Winehouse, "Respect", de Aretha Franklin, "Dancing In The Street", de Martha & The Vandellas, e diversas outras canções Motown, essa canção não é, de fato, original. O que ela é, no entanto, é demasiadamente divertida! Uma atrevida canção que nos faz agitar o traseiro com uma agradável atitude DIY em relação à reabilitação para dependentes químicos [...] Assim como as canções Motown, essa é uma inovadora e ousada canção pop. Quem disse que originalidade servia para algo, afinal?". Nas páginas do conterrâneo MusicOMH, John Murphy declarou: "É Motown reescrito para o século XXI, e é absolutamente brilhante". Joe Queenan, do Guardian, comparou os vocais da artista aos de Nina Simone e sentiu que a canção "revive o jubiloso som do início dos anos 1960", mas reconheceu a modernidade da obra, afirmando que ela traz "algo surpreendentemente novo ao mercado musical", concluindo: "Rehab' é uma canção excelente".

### Reconhecimento
Com uma voz esfumaçada e sensual que Phil Spector mataria para ter e um som atualizado dos grupos femininos de soul dos anos 1960, Amy Winehouse fornece a solução para a questão musical, 'E se as Shangri-Las fossem um grupo raivoso de alcoólatras?'. Repleta de palmas, instrumentos de sopro, sinos e um refrão infeccioso no, no, no, 'Rehab' é uma clássica canção de grupos femininos sobre infortúnios modernizada [...] A arma secreta? O grande final — Winehouse sabe que a coisa retrô não é tão crível hoje em dia sem o som do baixo estrondante.

—O repórter Todd Hutlock, da revista Stylus, a comentar a canção.
"Rehab" foi amplamente reconhecido como um dos melhores lançamentos de 2006, de modo que figurou em diversas listas do gênero, muitas vezes entre os primeiros colocados. Na lista "As Canções do Ano de 2006", da revista NME, por exemplo, a faixa foi classificada em sétimo lugar. No catálogo "Melhores singles de 2006", elaborado pelo site BBC Music, o tema ocupou a oitava colocação, ao passo que na lista "As Melhores Canções de R&B de 2006", do site About.com, foi posicionada em quarto lugar e foi classificada em primeiro lugar na lista "Melhores Canções de 2006", do Guardian. Por sua vez, a revista Stylus pôs "Rehab" na 34.ª colocação de sua lista homônima. Já o periódico irlandês The Irish Times elegeu-a a segunda melhor canção do ano e Thiago Ney, do brasileiro Folha de S.Paulo, chamou à faixa "um dos melhores singles de 2006".
O lançamento a nível internacional do tema em 2007 permitiu-lhe figurar nas listas de final-de-ano de diversos sites àquele ano. O periódico americano Time, por exemplo, elegeu-o o melhor single de 2007. O redator Josh Tyrangiel escreveu: "O que ela [Winehouse] é, é tagarela, divertida, sensual, e possivelmente muito louca. They tried to make me go to rehab/ I said no, no, no, ela anuncia, e, apesar de ela estar a reconsiderar isto na vida real, é impossível não ser seduzido pela sua originalidade. Combina-a com a produção de Mark Ronson, que faz referência a quatro décadas de música soul sem a manchar, e tu obténs a melhor música de 2007". Igualmente, a edição brasileira da Rolling Stone colocou-a na liderança da lista "50 Melhores Músicas Internacionais de 2007". Redatores proferiram: "Há muito tempo o mundo da música pop não nos atingia com tamanha força subversiva; o contraste entre a produção retrô e o refrão desafiador de fala arrastada é hilário no começo — depois, deixa a gente arrasado. Amy é certamente a artista de 2007. Com os holofotes em cima de sua dramática e drogada vida pessoal, ela encanta o mundo com seu vozeirão, estilo, letras e musicalidade soul e modernosa ao mesmo tempo". Ocupou a mesma posição na lista "Os Melhores de 2007", da revista portuguesa Blitz. Ken Tucker, do site National Public Radio, elegeu-o o segundo melhor single do ano, tal qual Jimmy Newlin, da Slant Magazine, que afirmou: "É a melhor faixa neo soul de sempre. O fato de as letras serem autobiográficas não vem ao caso; Amy poderia cantar uma lista telefônica e fazê-la-ia soar sensual". A Rolling Stone americana, por sua vez, classificou-a em sétimo lugar e o conterrâneo New York Post colocou-a na liderança da lista "Canções do Ano".
Ao fim do decênio 2000, a canção foi novamente inclusa nas listas dos melhores lançamentos por diversas publicações. Foi classificada, por exemplo, em quarto lugar na lista "20 Melhores Canções de soul e R&B dos Anos 2000", do About.com, com Mark Edward Nero a declarar: "'Rehab' [...] é uma canção sobre Winehouse a recusar o pedido de seus agentes para que ela ingresse em um programa de reabilitação para alcoólatras [...] Eventualmente, ela foi à reabilitação, mas, felizmente, gravou essa faixa antes". Editores da revista NME colocaram-na em 26.º lugar na lista "100 Melhores Canções da Década" e, adicionalmente, elegeram-na a oitava melhor faixa dos últimos quinze anos. Na lista "Melhores Músicas da Década de 2000", da Rolling Stone, a canção posicionou-se em oitava colocação. No catálogo homônimo do site Yahoo! Music, Marshall Fish classificou-a em quarta posição. Neil McCormick, do Daily Telegraph, colocou-a em primeiro lugar na lista "100 Canções Que Definiram a Década", declarando: "[...] Autodestruição nunca soou tão inspiradora". A revista Complex elegeu-a o 21.º melhor lançamento do decênio, proferindo: "Há somente uma rainha do R&B feito por britânicas brancas. Desculpe, Joss". O periódico americano Entertainment Weekly incluiu-a em 56.ª posição em sua lista "O Melhor do Decênio", que inclui canções, discos, filmes, livros e diversos outros produtos, bem como acontecimentos que impactaram a indústria do entretenimento ao longo dos anos 2000. Repórteres da publicação justificaram: "Logo, ela [Amy Winehouse] estaria nos tabloides por todos os motivos errados. Mas em 2007, todos estávamos a dizer 'Sim, sim, sim' à voz raríssima dessa moça britânica". Ocupou ainda os 17.º e 56.º lugares entre "As Melhores Canções dos Anos 2000" do VH1 e da revista Pretty Much Amazing, respectivamente. Além disso, foi classificada pela Rolling Stone em 194.ª colocação entre as "500 Melhores Canções de Sempre" e em nono lugar na lista "100 Melhores Canções pop de Sempre", do site About.com. Em agosto de 2012, a BBC Radio 2 divulgou uma lista com as canções mais importantes e influentes dos últimos 50 anos, e "Rehab" foi classificada entre as dez primeiras colocadas. A revista Billboard, em 2017, posicionou-a em 25.º lugar em sua lista "Os Melhores Refrões do Século", relatando: "[...] Tenta cantarolar os seus primeiros versos e assistirás a todos ao teu redor mexer a cabeça três vezes. Sempre!". Em 2018, a Rolling Stone classificou a canção no 20.º lugar entre "As 100 Melhores Canções do Século (Até Então)".
Além do reconhecimento dos críticos, "Rehab" foi nomeada a diversos prêmios ao redor do globo. Em 2007, a faixa conquistou o troféu "Melhor Canção Contemporânea" no Ivor Novello Award. No mesmo ano, conquistou o galardão de "Canção do Ano" tanto no MOJO Award quanto no Pazz & Jop Village Voice's e concorreu à categoria "Melhor Canção" no MOBO Award, vindo a ser derrotada por "Because of You" (2007), de Ne-Yo. Aos Premios Los 40 Principales, fora indicada ao troféu "Melhor Canção Internacional", em 2008, mas acabou por ser vencida por "Apologize" (2007), do grupo americano OneRepublic. Em 10 de fevereiro do mesmo ano, conquistou os troféus "Canção do Ano", "Gravação do Ano" e "Melhor Performance Vocal pop Feminina" na 50.ª edição do Grammy Award. Àquela noite, Winehouse ainda faturou outros dois galardões, tornando-se a artista feminina britânica mais premiada em apenas uma cerimônia do Grammy, à época.

## Vídeo musical

### Elaboração e filmagens

No vídeo musical relativo à canção, Winehouse prepara-se para ir à clínica de reabilitação. Do início ao fim da gravação, os integrantes de sua banda estão presentes. Todos, incluindo a artista, utilizam pijamas.

O vídeo musical de "Rehab" foi dirigido por Phil Griffin e produzido por Hywit Abate por meio da Bikini Films. Desde o princípio, Winehouse e a sua gravadora haviam concebido o enredo do vídeo, porém, as suas ideias eram divergentes. Enquanto a cantora planejava uma produção focada somente na interpretação da canção e narrativa da situação pela obra, a sua gravadora tinha expectativas mais faustosas. Consequentemente, todas as ideias expostas por variados diretores contatados pela gravadora eram recusadas por não satisfazerem ou a um ou ao outro lado.
Certo dia, ao sair com o cantor Tyler James, Winehouse conheceu Griffin — de quem James era amigo. Em seu primeiro contato com o diretor, a cantora comentou sobre a maneira como as mulheres apareciam nos vídeos. "Conversamos sobre como mulheres são filmadas e como é tudo suave e delicado e sobre como eu pensava que beleza deveria ter um outro lado", revelou Phil. Por compartilharem interesses sobre o vídeo, a gravadora de Winehouse convocou-o para uma reunião. Conversando com a cantora, o diretor expôs o que tinha em mente sobre a gravação: Winehouse a despertar de uma noite de sono, com a sua banda presente, no dia em que irá à reabilitação, não tendo em mente o que acontecerá. A presença constante dos músicos da artista, desde o seu despertar até à ida à clínica, contribuiria para a atmosfera surreal da obra, visto que nem a artista nem o diretor pretendia elaborar uma narrativa real. O roteiro da produção foi escrito por Winehouse e Griffin em apenas um dia. Enfim, a gravadora e Winehouse concordaram com uma trama, porém, os músicos estavam relutantes, pois precisariam utilizar a todo momento pijamas.
Após todos os envolvidos na produção entrarem em acordo, iniciou-se a procura por um local adequado para serem realizadas as filmagens. O diretor desejava um ambiente que combinasse com a vestimenta de Winehouse — um quimono de cor laranja —, de modo que o auxílio de um especialista em locação para filmagens foi necessário. O cenário precisava de ter as cores laranja e verde em seu cômodo para adequar-se ao que Phil almejava. O vetusto prédio #33 Portland Place, um edifício de oito andares cujas paredes enferrujadas e pintadas de verde, àquela altura desbotado, foi o local escolhido. As gravações foram realizadas em apenas um dia, tendo sido iniciadas pela manhã e encerradas por volta de 23 horas. Amy Winehouse e a sua banda foram apenas transferidos de um cômodo a outro, a um consultório médico, a uma escada de incêndio utilizada para saída de emergência e, por fim, a um cômodo cujo revestimento era composto por azulejos. A artista interrompeu frequentemente as filmagens para conversar com os seus músicos sobre a maneira como eles deveriam agir, pois pretendia "transmitir uma atitude relaxada para o público", afirmou Alex King, administrador do edifício. Durante as gravações, Griffin evitou movimentar a câmera em excesso e decidiu focar o rosto da artista nos momentos em que ela realizava a sincronia labial com a canção. O diretor tencionava capturar um plano geral a fim de fazer com que a trama se assemelhasse a um retrato. "Eu pretendia [filmá-la] a cantar para a câmera, pois é isto que ela faz; ela canta através das lentes para cada telespectador. Com a Amy, tudo é instintivo. Então, este não é um vídeo dirigido por Phil Griffin; é um retrato de Amy Winehouse em vídeo por Phil Griffin. Tudo foi uma completa colaboração", revelou Phil.

### Lançamento, síntese e repercussão
A estreia do vídeo musical de "Rehab" ocorreu em 8 de setembro de 2006 na plataforma digital de vídeos YouTube. Posteriormente, em 25 do mesmo mês, a gravação foi divulgada no site oficial da artista. Simultaneamente, foi disponibilizado para comercialização no iTunes. Nos Estados Unidos, o vídeo apenas estreou no site da MTV em 5 de maio de 2007, semanas antes do lançamento da faixa como single no país. Com temática simplista, o vídeo consiste em a musicista a executar a canção nos diferentes cômodos de um apartamento. Inicia-se com o despertar de Winehouse a interpretar a canção cercada por seus músicos a tocarem instrumentos. A artista dirige-se ao banheiro, onde estão mais alguns dos integrantes de sua banda, e começa a preparar-se para ir a uma consulta com um psiquiatra. Winehouse segue a sua trajetória até a uma escada, onde se reúne uma vez mais com os músicos antes de as cenas serem substituídas pelas de sua consulta com um especialista — que, por sua vez, não aparece no vídeo. As cenas seguintes são intercalações das anteriores — desde Winehouse após despertar, a artista no banheiro e nas escadas até à supracitada consulta — e um pequeno trecho em que a cantora aparece em frente a uma parede revestida por azulejos. O vídeo encerra-se com cenas em que a intérprete, sentada sobre a cama, novamente com os seus músicos ao seu redor, executa a canção em um cômodo revestido por azulejos brancos, que representa a clínica de reabilitação.
O vídeo foi recebido com entusiasmo pelos espectadores. Após o lançamento de Back to Black em território americano, a obra foi enviada às estações televisivas e, em 31 de março de 2007, estreou no extinto programa televisivo Total Request Live. Mais tarde, ascendeu à primeira colocação entre os vídeos mais solicitados pelos telespectadores. A gravação foi posteriormente premiada com um "Certificado de Ouro" pela Viacom International Media em reconhecimento às mais de três mil reproduções em todo o globo na programação da MTV ao longo do primeiro semestre de 2007. Adicionalmente, ocupou o terceiro lugar da Hot Video Clips, da revista Billboard, e a liderança do VH1 Music Videos por quatro semanas consecutivas. Damien Fahey, apresentador do Total Request Live, elegeu-o um dos melhores vídeos musicais de 2007, afirmando: "Quando ouvi esta canção pela primeira vez, considerei-a deveras diferente. É realmente soul. O vídeo combina perfeitamente com a canção. É diferente de todos os trabalhos de artistas pop femininas. Amy tem uma música muito autêntica". O VH1 colocou-o em 16.º lugar na lista "40 Melhores Vídeos de 2007", ao passo que repórteres da rádio Los 40 Principales elegeram-no o segundo melhor lançamento do ano, atrás apenas do vídeo de "Eres Para Mí", de Julieta Venegas. De acordo com a Billboard, o vídeo foi o quarto com o maior número de execuções na Hot Video Clips em 2007. A gravação foi indicada à premiação MTV Video Music Awards de 2007 na categoria "Vídeo do Ano", bem como aos MTV Video Music Awards Japan de 2008, mas veio a perder os troféus para "Umbrella" (2007), de Rihanna, e "Uroko" (2007), de Motohiro Hata, respectivamente. Publicado na plataforma de vídeos Vevo apenas em 2009, a obra possuía quatro milhões de visualizações até ao anúncio do falecimento da cantora, em 2011. Após 48 horas, ultrapassou os oito milhões de acessos. Adicionalmente, retornou em segundo lugar entre os vídeos mais reproduzidos pelos espectadores do Yahoo! Music nos Estados Unidos. Em 28 de dezembro de 2015, a produção atingiu a marca de 100 milhões de visualizações no site Vevo, de modo que recebeu o chamado "Certificado da Vevo".

## Apresentações ao vivo

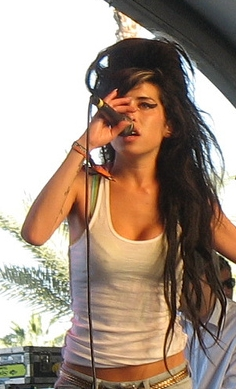
Amy Winehouse a atuar ao vivo no festival de Coachella, em abril de 2007. O repertório de seus concertos em casas de espetáculos e festivais musicais incluiu "Rehab".

Amy Winehouse interpretou "Rehab" pela primeira vez ao vivo em 10 de setembro de 2006, no pub The Fleece, em Bristol, Inglaterra. Sobre a atuação, Owen Adams, do Independent, declarou que Winehouse "vociferou-a com legítimo ímpeto similar a Aretha Franklin em seu auge". No dia 12, a artista interpretou-a na Bloomsbury Ballrooms, em Londres. Sobre a execução, Caroline Sullivan, do Guardian, escreveu: "Quando ela cantou-a esta noite [...], fê-lo com tamanha intensidade que seria difícil tê-la por falsa". A artista participou, em 9 de outubro, da gravação de um episódio do programa britânico The Sharon Osbourne Show, que foi ao ar em 11 do mesmo mês, tendo ali executado "Rehab". Em 3 de novembro, a artista executou-a no Later, de Jools Holland, juntamente com "Tears Dry on Their Own". No mesmo mês, a cantora iniciou uma excursão por casas de espetáculos no Reino Unido e Escócia cujo primeiro concerto ocorreu no dia 10, na Liverpool Academy, em Inglaterra, onde a sua apresentação de "Rehab" foi recebida com clamor pelo público. A artista interpretou-a em casas de espetáculos como Oran Mor, em Glasgow, e KoKo, em Londres — entre outras —, entre os dias 12 e 14 de novembro, e, no dia 16, na Birmingham Academy, em Birmingham, onde realizou "excitante execução" de "Rehab", nas palavras de um crítico do Birmingham Mail.
Em 17 de novembro, Winehouse interpretou o tema durante a campanha filantrópica Children in Need. A cantora participou, em 24 do mesmo mês, do concerto beneficente Little Noise Sessions, que arrecadou recursos para a MENCAP, uma instituição filantrópica sediada em Londres que visa ao auxílio de pessoas com deficiência mental. Na atração, foram apresentadas diversas canções de Frank e Back to Black, inclusive "Rehab", para além de "We're Still Friends" e "I Love You More Than You'll Ever Know", ambas de Donny Hathaway. No dia 25, Winehouse realizou uma performance da canção no programa televisivo irlandês Tubridy Tonight, porém, apareceu ébria. Segundo relatos, a intérprete ingerira bebidas alcoólicas momentos antes da apresentação nos bastidores da atração. Em 29 de novembro, a artista incluiu a canção no repertório de sua apresentação no AOL Music Live! Winter Warmer, no Reino Unido. Em 2 de dezembro, a cantora executou o tema no programa televisivo britânico The Clothes Show. No dia seguinte, Winehouse exibiu-se no festival Other Voices, na Irlanda. Acompanha apenas por um guitarrista e por um baixista, a cantora interpretou "Rehab" juntamente com "Tears Dry on Their Own", "Me & Mr. Jones", "Love Is a Losing Game" e "Back to Black". Em 25 de dezembro, a canção foi por Winehouse interpretada no "Especial de Natal" do programa televisivo britânico Top of the Pops, que fora extinto meses antes.
Em 16 de janeiro de 2007, Winehouse realizou a sua primeira apresentação ao vivo nos Estados Unidos. O concerto ocorreu no Joe's Pub, em Manhattan, Nova Iorque, e "Rehab" foi incluída no repertório. Em 22 do mesmo mês, a artista participou do MIDEM de 2007, um encontro de empresas vinculadas à indústria musical, realizado em Cannes, e apresentou "Rehab" no evento. A participação de Winehouse foi considerada a mais popular do "British at MIDEM", espaço destinado à apresentação de músicos britânicos populares, principalmente, no Reino Unido. No dia 26, a cantora executou a obra no programa televisivo norueguês Først & sist, de Fredrik Skavlan, antes de realizar um concerto no Rockefeller Music Hall. Em 4 de fevereiro de 2007, Winehouse apresentou-a no Meteor Ireland Music Awards, na Irlanda. "Rehab" também foi a escolhida para ser interpretada no BRIT Awards, em 14 do mesmo mês. Winehouse executou-a a utilizar um curto vestido de cor vermelha e brincos de argola. No dia 19, a cantora foi escalada para o evento ShockWaves NME Awards, em que executou canções de Back to Black, inclusive "Rehab". Ainda em fevereiro, Winehouse realizou-a apenas à guitarra na edição italiana do Total Request Live, da MTV, em Milão. A obra foi novamente interpretada durante a estreia de Winehouse em um programa televiso americano, que fora realizada em 12 de março no Late Night, apresentado por David Letterman. Em 24 de abril, interpretou a canção no programa conterrâneo The Tonight Show, de Jay Leno. Ainda em território americano, Winehouse apresentou-a no MTV Movie Award de 2007, tendo sido introduzida por Bruce Willis, como o próprio requisitara aos produtores da premiação. Mark Burnett, produtor executivo da premiação, proferiu sobre a sua atuação: "Foi esplêndida!". A cantora foi a atração de uma série musical intitulada 45th at Night, da MTV, filmada em 2007 no estúdio One Astor Plaza, localizado na Times Square. Lá, Winehouse e a sua banda realizaram "intensa e comovente" interpretação, nas palavras de James Montgomery, repórter do canal, de canções como "Rehab," "Back to Black", "Me & Mr. Jones", "You Know I'm No Good" e "Love Is a Losing Game" — a última contou com a participação de Mos Def. Além dos programas televisivos e premiações, "Rehab" foi incluída no repertório das apresentações de Winehouse em festivais musicais ao longo de 2007 — como o South by South West, Coachella Valley Music & Arts, o Isle of Wight, o Glastonbury, o Eurockéennes de Belfort, o Virgin, o Lollapalooza, entre outros — bem como no de sua excursão pelo continente europeu e pelo Norte da América.
Em 10 de fevereiro de 2008, a cantora executou-a na 50.ª edição do Grammy Award, para a qual fora indicada a seis troféus. Impedida de embarcar para os Estados Unidos pelas autoridades americanas, Winehouse exibiu-se via satélite do Riverside Studios, de Londres. Utilizando um curto vestido negro, a artista interpretou ainda "You Know I'm No Good" e a sua performance foi ovacionada pela plateia. Nas palavras de um comentarista do New York Times, "atraiu aplausos explosivos". Juntamente com "Valerie", Winehouse interpretou-a em frente a uma plateia composta por 46 664 espectadores no tributo prestado a Nelson Mandela em comemoração aos 90 anos do ex-presidente. A sua apresentação foi particularmente prezada por a cantora não ter exibido quaisquer problemas durante a execução. Editores do Evening Standard descreveram-na como "radiante" durante o concerto e notaram que a artista aparentava estar "mais saudável" que alguns dias antes. No dia seguinte, a cantora exibiu-se para oitenta mil pessoas no festival Glastonbury de 2008. Utilizando um curto vestido de cor azul ornado por lantejoulas, Winehouse provocou certa controvérsia ao agredir um espectador. Durante a execução de "Rehab", ela desceu do palco e aproximou-se da plateia. Neste momento, um rapaz a agredira, pelo que a artista reagiu tentando-o agredir com o cotovelo. Winehouse foi afastada da plateia por seguranças após o ocorrido. Um redador da revista NME escreveu sobre o incidente: "Foi uma maneira esquisita de encerrar um concerto que Winehouse iniciara com bom humor". Após encerrar as suas apresentações em 2008 — que incluiu o Rock In Rio Madrid, no qual o refrão "no, no, no" de "Rehab" foi cantado em coro pela plateia, e no T In The Park —, Winehouse iniciou um hiato de quase três anos. A artista retornou aos palcos somente em 2011, com uma turnê cujas primeiras apresentações ocorreram no Brasil, entre os dias 9 e 15 de janeiro de 2011, em Florianópolis, Rio de Janeiro, Recife e São Paulo. "Rehab" foi, uma vez mais, incluída no repertório.

## Outras versões
| |  |  |
| As cantoras americanas Fergie e Taylor Swift foram alguns dos artistas que realizaram covers de "Rehab" em suas apresentações ao vivo. |  |  |

"Rehab" não só capturou a atenção do público como também de diversos artistas, muitos dos quais apresentaram as suas próprias versões ao vivo e/ou incluíram-nas em seus trabalhos de estúdio. O grupo feminino anglo-irlandês Girls Aloud, por exemplo, interpretou a canção ao vivo na BBC Radio 1, em 10 de novembro de 2006. Fraser McAlpine, do site BBC Radio, comentou sobre a versão das garotas: "Em circunstâncias normais [...], escrever e interpretar a canção não precisa de ser feito pela mesma pessoa. Mas esta é 'Rehab', de Amy Winehouse, e está tão enraizado em nós, que pensamos saber tudo sobre ela, que será preciso, de fato, possuir talento gigantesco para desvincular a canção de sua criadora. As garotas do Girls Aloud têm muito talento. Mas não tanto assim". A versão foi posteriormente incluída como lado B do single "Call the Shots" (2007), editado em novembro seguinte. Em dezembro, o cantor escocês Paolo Nutini interpretou a faixa na mesma estação radiofônica. Mais tarde, a versão do rapaz foi incluída na compilação Radio 1's Live Lounge: Volume 2, lançada em outubro de 2007.
Em março de 2007, Nutini voltou realizar um cover de "Rehab" durante a sua apresentação no festival South by South West. O mesmo foi feito pela americana Johnette Napolitano, que participara do South by South West àquele ano. A também americana Fergie incluiu um cover da canção no repertório de alguns de seus concertos ao vivo em 2007. O conterrâneo Justin Timberlake interpretou a canção em uma de suas apresentações ao vivo, no Reino Unido, alterando os trechos em que as letras são proferias na primeira pessoa do singular para o feminino da terceira pessoa do singular. Por esse motivo, surgiram especulações de que o artista fizera referências à cantora Britney Spears. Kanye West executou a faixa em 18 de agosto, no V Festival, em Inglaterra, como uma forma de homenagear a artista, que cancelara a sua participação no evento. West proferiu à plateia antes de interpretar o tema: "Sei quão vós quereis escutar esta canção, então eu irei cantá-la".
Trechos da canção foram interpretados pelo grupo musical britânico Art Brut em um concerto realizado em Los Angeles, em 11 de setembro. Em outubro, o grupo musical sul-africano Seether executou o tema no programa Cover Art, exibido pelo Yahoo! Music. A artista australiana Natalie Gauci, vencedora do Australian Idol, executou a canção no supracitado programa, no mesmo mês. O americano Queens Of The Stone Age apresentou trechos de "Rehab" em um concerto ao vivo em Londres, em novembro, antes de interpretarem "Feel Good Hit Of The Summer". O artista compatriota Jeff Lorber incluiu uma versão instrumental de "Rehab" em seu disco Heard That (2008). Em setembro de 2008, Taylor Swift executou "Rehab" em um concerto em Londres. A cantora filipina Lea Salonga e o grupo musical francês Cocoon apresentaram a canção em seus concertos ao vivo, em 2009. Em 2010, "Rehab" foi apresentada na série televisiva americana Glee. Por autorizar a utilização da canção na trama, Winehouse foi recompensada com 55 mil libras esterlinas — valor superior ao recebido por outros artistas para permitirem-no. No mesmo ano, o cantor Keller Williams regravou a canção e incluiu-a em seu disco Thief. Também o fez o grupo de heavy metal americano Ministry em seu disco Every Day Is Halloween: The Anthology, editado em outubro de 2010. Ainda em 2010, o grupo caribenho The Jolly Boys regravou a canção ao estilo mento e incluiu o cover em seu disco Great Expectation. Em fevereiro de 2011, a artista americana Pia Toscano publicou uma versão da canção em seu perfil no site YouTube. No mesmo ano, comediantes que integram a Richard Cheese, uma cover band, adicionaram "Rehab" ao repertório de seus concertos.
Após a divulgação do falecimento de Winehouse, diversos artistas interpretaram ou regravaram as suas canções, inclusive "Rehab", como forma de homenagear a cantora. O cantor americano Rome Ramirez, por exemplo, regravou a canção em estúdio e publicou-a on-line um dia após a notícia tornar-se pública. Ao fazê-lo, Ramirez escreveu ter sido Winehouse uma importante influência para o seu trabalho. O produtor da canção, Mark Ronson, reproduziu-a, como forma de tributo à artista, em um concerto em Greenwich. A cantora sul-coreana Jang Jae-In interpretou "Rehab" em 7 de agosto no festival Incheon Pentaport Rock, em Incheon, Coreia do Sul, como forma de homenagear Winehouse. O grupo musical britânico Coldplay, em homenagem à cantora, executou a canção em diversos concertos ao vivo, inclusive durante o Rock In Rio IV, em 1.º de outubro, no Brasil, onde apenas interpretou o refrão da canção, que "foi cantado em uníssono pela plateia", como relatou Marcio Claesen, do Estadão. O grupo musical americano Vitamin String Quartet regravou a canção e diversas outras da artista, tanto de Frank quanto de Back to Black, reunindo-as em um CD chamado Vitamin String Quartet Tribute to Amy Winehouse, que foi lançado em 8 de novembro de 2011. Em 2016, a atriz e cantora brasileira Samantha Schmütz incluiu "Rehab" no repertório de seu espetáculo Samantha Canta, exibido pelo canal Bis.

## Faixas e formatos
"Rehab" foi disponibilizado em formatos físico e digital em lojas como Amazon.com e iTunes. Foram ainda lançados dois extended plays (EP) digitais, um dois quais contendo remixes e o outro, a canção "Close to the Front", gravada por Winehouse e incluída no lançamento físico da canção, e um remix. Em algumas nações europeias, a canção foi editada em formatos CD single, CD-Maxi e vinil contendo remixes.
| Download digital |         |         |  |
| N.º              | Título  | Duração |  |
| 1.               | "Rehab" | 3:32    |  |

| Maxi single |                                     |         |  |
| N.º         | Título                              | Duração |  |
| 1.          | "Rehab"                             | 3:36    |  |
| 2.          | "Close to the Front"                | 4:35    |  |
| 3.          | "Rehab" (Dersert Eagle Discs Remix) | 5:00    |  |

| CD single |              |         |  |
| N.º       | Título       | Duração |  |
| 1.        | "Rehab"      | 3:36    |  |
| 2.        | "Do Me Good" | 4:20    |  |

| EP digital |                                     |         |  |
| N.º        | Título                              | Duração |  |
| 1.         | "Rehab"                             | 3:34    |  |
| 2.         | "Close to the Front"                | 4:34    |  |
| 3.         | "Rehab" (Dersert Eagle Discs Remix) | 5:00    |  |

| EP digital de remixes |                                |         |  |
| N.º                   | Título                         | Duração |  |
| 1.                    | "Rehab" (Versão demo)          | 3:37    |  |
| 2.                    | "Rehab" (Vodafone Live At TBA) | 3:40    |  |
| 3.                    | "Rehab" (Hot Chip Remix)       | 6:58    |  |
| 4.                    | "Rehab" (Pharoahe Monch Remix) | 3:36    |  |
| 5.                    | "Rehab" (Remistura com Jay-Z)  | 3:52    |  |

| Vinil de remixes |                                                                    |         |  |
| N.º              | Título                                                             | Duração |  |
| 1.               | "Rehab" (Hot Chip Remix com vocais adicionais de India Ingerfield) |         |  |
| 2.               | "Rehab" (Hot Chip Remix Instrumental)                              |         |  |
| 3.               | "Rehab" (DED Remix)                                                |         |  |
| 4.               | "Rehab" (DED Remix Instrumental)                                   |         |  |
| 5.               | "Rehab" (Versão original)                                          |         |  |

## Créditos
Lista-se abaixo os profissionais envolvidos na elaboração de "Rehab", de acordo com o encarte de Back to Black.
Gravação
- Gravada em 2006;
- Vocais registrados no Chung King Studios, Nova Iorque;
- Instrumentais registrados no Dap King Studios e Metropolis Studios, em Nova Iorque e Londres, respectivamente.

Equipe
| - Amy Winehouse: vocal principal, composição; - Mark Ronson: produção, arranjo, engenharia de áudio, tamborim, palmas; - Tom Elmhirst: mistura; - Binky Griptite e Thomas Brenneck: guitarras; - Victor Axelrod: piano, palmas, órgão Wurlitzer; - Dave Bishop e Ian Hendrickson-Smith: saxofone barítono; - Homer Steinweiss: bateria; - Anthony Pleeth, Joely Koos e John Heley: violoncelo; - Richard Edwards: trombone tenor; - Frank Ricotti: percussão; - Zalon Thompson e Ade Omotayo: vocais de apoio; | - Chris Elliott: condutor e contratador de orquestração; - Nick Movshon: baixo elétrico; - Vaughan Merrick: palmas; - Dave Guy e Steve Sidwell: trompete; - Helen Tunstall: harpa; - Bruce White, Jon Thorne, Katie Wilkinson e Rachel Bolt: viola; - Liz Edwards, Perry Montague-Mason, Chris Tombling, Mark Berrow, Warren Zielinski, Boguslaw Kostecki, Peter Hanson, Jonathan Rees, Tom Pigott-Smith e Everton Nelson: violino; - Jamie Talbot, Mike Smith e Neal Sugarman: saxofone tenor; - Andy Mackintosh e Chris Daves: saxofone alto. |

## Desempenho nas tabelas musicais
'Rehab' simplesmente não se assemelha a qualquer outra canção no mercado musical, e eu não poderia imaginar que ela se tornaria um êxito nas rádios. Não estou surpreendido por Amy ter sido alçada à fama [...] Se eu não tivesse qualquer relação com isto e assistisse a Amy a cantar, conseguiria entender por que ela tornou-se famosa em Inglaterra. Surpreendi-me, mas de uma maneira orgulhosa, quando se popularizou em Inglaterra, mas, quando estreou [nos Estados Unidos] e começou a provocar furor na América, fiquei estupefato.

—Mark Ronson a comentar o inesperado êxito de "Rehab".
"Rehab" notabilizou-se por ser o primeiro êxito comercial de Amy Winehouse, tendo se transformado em "febre mundial" em 2007 — nas palavras da repórter Adriana Sampaio, do portal iG — e vendido mais de cinco milhões de unidades em todo o mundo. Primeiramente, a canção obteve resultados favoráveis no Reino Unido, onde estreou em 19.ª posição na tabela oficial do país, a UK Singles Chart, com 6 821 unidades digitais comercializadas em 22 de outubro — antes mesmo de seu lançamento como single.  Após ser editada oficialmente como canção de trabalho em formato físico, "Rehab" alçou-se ao sétimo lugar, com 14 654 cópias vendidas. Tornou-se, pois, o primeiro lançamento de Winehouse a alcançar uma colocação entre as dez primeiras posições da UK Singles Chart. Por este feito, Alan Jones, do site Music Week, nomeou-o "o primeiro êxito genuíno" da artista. Simultaneamente, alcançou o segundo lugar na UK R&B Chart, atrás apenas de "Irreplaceable" (2006), de Beyoncé. A canção permaneceu em sétima colocação na semana seguinte, com outras 13 837 unidades distribuídas, vindo a deixar o lugar somente em 18 de novembro, ao cair para a 13.ª posição. "Rehab" apenas regrediu nas edições subsequentes e oscilou entre os 40 primeiros colocados. Após somente dez semanas de permanência na tabela, converteu-se no 85.º single mais vendido do ano no Reino Unido.
A gravação tornou a ascender na tabela em 31 de dezembro, ao saltar do 37.º lugar ao 25.º. Uma semana mais tarde, retornou às vinte primeiras classificações ao galgar cinco posições, com 5 500 unidades comercializadas, tendo permanecido em tal colocação na atualização seguinte. A canção realizou outra aparição entre as vinte melhores posições em 25 de fevereiro, após Winehouse interpretá-la no BRIT Awards de 2007. Com mais de sete mil unidades vendidas, alçou-se da 22.ª colocação à 18.ª. Ao final do primeiro semestre de 2007, "Rehab" registrava 162 405 réplicas distribuídas. A gravação oscilou entre os mais vendidos até o final do ano e classificou-se, frequentemente, entre os 75 primeiros colocados. Em dezembro, completou a sua 52.ª semana entre os 75 singles mais vendidos do Reino Unido, de modo que se transformou no nono lançamento com o maior número de edições entre os 75 primeiros colocados na UK Singles Chart. O tema encerrou 2007 como o 56.º mais bem-sucedido do ano no país. De acordo com a Official Charts Company (OCC), o single registrava, em setembro de 2014, mais de 395 mil unidades comercializadas em território britânico. A faixa é a mais vendida de Winehouse a solo no Reino Unido. Em uma classificação geral, que inclui canções solos e duetos, "Rehab" é apenas superada por "Valerie" (2007), uma colaboração com Mark Ronson e cover de The Zutons, originalmente editado em 2006. O single permaneceu na tabela do Reino Unido por 76 edições, inclusive 59 consecutivas, entre outubro de 2006 e dezembro de 2007, de modo que é a canção de Winehouse com o maior número de edições ininterruptas na UK Singles Chart.
Ainda em outubro 2006, "Rehab" estreou nas tabelas musicais da Escócia e da Irlanda, nas 12.ª e 26.ª colocações, respectivamente. Embora tenha sido aquela a sua melhor posição em território escocês, a obra ascendeu cinco lugares na irlandesa Irish Singles Chart, em 2 de novembro, de modo que estabeleceu o 21.º lugar como a sua melhor classificação. Devido às suas fortes vendas em territórios britânicos, irlandês e escocês, "Rehab" conseguiu, em 4 de novembro, estrear em 11.º lugar na Euro Digital Songs — que contabiliza as vendas digitais de canções em todo o continente europeu —, tornando-se o primeiro single de Winehouse a realizar a façanha. Em 18 do mesmo mês, a obra alcançou a sua melhor classificação, o terceiro lugar. Tal êxito repetiu-se em diversas nações europeias ao longo de 2007. Na Noruega, por exemplo, "Rehab" estreou em 19.º lugar na VG-Lista e levou apenas três semanas para conquistar a liderança da tabela, em 6 de fevereiro. Espen Arnold Hansen, repórter do periódico Verdens Gang, atribuiu a acenação da canção à sua execução por Winehouse no programa televisivo Først & sist, realizada dias antes, após a qual se verificou o forte aumento das vendas tanto de Back to Black quanto de "Rehab" no iTunes norueguês. A obra manteve-se cinco edições consecutivas em primeiro lugar, cedendo a liderança somente em 13 de março ao ser ultrapassada por "All Good Things (Come to an End)", de Nelly Furtado. O single oscilou entre os dez mais bem-sucedidos da tabela ao longo das onze semanas seguintes — em duas das quais ocupou a vice-liderança — e permaneceu 22 edições entre os vinte primeiros colocados. Na Dinamarca, a obra iniciou o seu percurso na lista oficial dos mais vendidos na 32.ª colocação, em 9 de fevereiro de 2007. Após catorze dias, o tema ascendeu ao nono lugar, vindo a oscilar entre as dez primeiras colocações por seis edições antes de estabelecer a quinta posição como a sua melhor classificação, em 20 de abril. Em França, a canção estreou em 8 de outubro, em 11.º lugar. Ao longo das semanas seguintes, "Rehab" oscilou entre os 50 mais bem colocados e chegou ao fim de 2007 com 20 500 unidades comercializadas. O single permaneceu na tabela até abril de 2008, ano em que comercializou outras 17 890 unidades. Entre outras nações, o registro alcançou uma colocação entre as vinte melhores posições nos mercados musicais de Áustria (19.º lugar), Finlândia (15.º lugar), Itália (9.º lugar) e Suíça (11.º lugar). Apesar disto, "Rehab" alcançou colocações bastante inferiores em Suécia, Polônia, República Checa e Eslováquia — a 51.ª, a 43.ª, a 49.ª e a 77.ª, respectivamente. Como resultado de sua repercussão nas estações de rádios e tabelas de vendas das nações europeias, a canção classificou-se na European Hot 100, que enumera as mais bem-sucedidas gravações no continente, na qual alcançou o 26.º lugar como pico, em 6 de outubro de 2007, tendo encerrado o ano como o 53.º single de maior êxito na Europa.

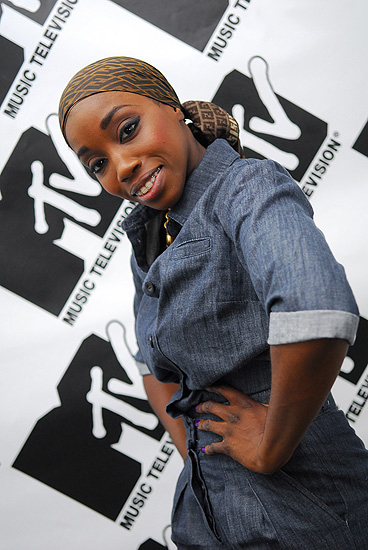
Com a ascensão de "Rehab" do 48.º lugar ao 10.º na Billboard Hot 100, Winehouse tornou-se o segundo ato britânico em estreia com o maior salto aos dez primeiros colocados da tabela, até agosto de 2009, atrás apenas de Estelle, que, com "American Boy", em parceria com Kanye West, conseguiu, em 27 de setembro de 2008, saltar do 53.º lugar ao 9.º.

Na América do Norte, "Rehab" obteve resultados bastante positivos, tendo estreado em 91.º lugar na Billboard Hot 100, dos Estados Unidos, em 31 de março de 2007, antes mesmo de ser lançada como single, e realizando breve percurso pelas posições inferiores da tabela antes de deixar o ranking em 28 de abril. O tema apenas retornou ao periódico cinco semanas mais tarde, na 72.ª colocação, após ser enviado às rádios americanas como o segundo single do disco próximo ao final de maio. Depois de realizar ininterrupta ascensão por duas edições, "Rehab" saltou 38 posições até ao número dez impulsionada pelas vendas de 78 mil unidades digitais — um acréscimo de 160% que a conduziu ao sétimo lugar da Digital Songs — e por uma audiência de catorze milhões de espectadores em rádios de todos os gêneros. Aquele fora o maior salto na Bilbobard Hot 100 àquela edição e o maior aumento em vendas digitais por um single àquela semana. Silvio Pietroluongo, repórter da revista Billboard, observou que a apresentação de Winehouse no MTV Movie Award de 2007, realizada dias antes, contribuiu fortemente para a ascensão da canção. Kevin Wicks, do site BBC America, percebeu que o êxito da canção deveu-se, principalmente, às vendas digitais, e não ao suporte em rádios (considerado baixo para os números habituais), e saudou Winehouse por "tirar o sabor brando de James Blunt de nossas bocas [dos americanos]" e por confirmar que "os britânicos ainda conseguem impor-se nas paradas em 2007". O progresso de "Rehab" representou o sexto maior alguma vez registrado, até agosto de 2009, às dez primeiras colocações da Billboard Hot 100 por um artista em estreia, apenas sendo superado por "Breaking Free" (2006), de Vanessa Hudgens, Zac Efron e Drew Seeley, "London Bridge" (2006), de Fergie, "American Boy" (2008), de Estelle com Kanye West, "A Moment Like This" (2002), de Kelly Clarkson, e de "Party Like a Rock Star" (2007), de Shop Boyz. Adicionalmente, tornou-se, àquela altura, o maior salto verificado por um artista britânico estreante em território americano, título que lhe foi usurpado, em 2008, por Estelle e a sua pareceria com West. O tema lançou-se ao nono lugar na atualização seguinte auxiliado pelas audiências de 2,1 milhões de espectadores na Adult pop Songs e de 9,2 milhões nas estações mainstream, o que resultou em sua estreia na 33.ª posição da Mainstream Hot 40. "Rehab" permaneceu por uma segunda semana em nono lugar na Billboard Hot 100, registrando 11,8 milhões de espectadores nas rádios mainstream e 2,9 milhões nas rádios adult. Sete dias depois, tombou à 10.ª colocação, apesar de ter conquistado mais de 14,8 milhões de ouvintes na Mainstream Hot 40 e 3,8 milhões na Adult pop Songs. Embora persistisse em regredir na Billboard Hot 100 ao longo das semanas subsequentes, a obra realizou ininterrupto progresso nas rádios mainstream e adult, bem como nas estações rhythmic, nas quais obteve a audiência de 5,1 milhões de ouvintes, o que resultou em sua primeira aparição entre as 40 melhores colocações da Rhythmic Songs. "Rehab" veio a estabelecer a sua melhor colocação na Mainstream Hot 40 em 11 de agosto, ao classificar-se no 13.º lugar da tabela com uma audiência de 21,6 milhões de ouvintes. Uma semana mais tarde, realizou a proeza na Adult pop Songs, em que alcançou a 14.ª posição, com 7,3 milhões de espectadores. O single encerrou o ano como o 74.º mais bem-sucedido na Billboard Hot 100, o 85.º na Mainstream Hot 40 e o 57.º na Adult pop Songs.
Ainda nos Estados Unidos, "Rehab" traçou um percurso por diversas tabelas publicadas pela Billboard. Na Alternative Songs, voltada a melodias alternativas, por exemplo, a canção estreou em 36.ª posição, em 5 de maio, com 898 mil ouvintes. Em 26 de maio, a faixa obteve o 32.º lugar, o seu melhor resultado na tabela. Na Adult Alternative Songs, voltada aos chamados gêneros urbanos, a obra estreou em 26.º lugar, com 567 mil ouvintes. Em 1.º de setembro, obteve a sétima posição, com 1,02 milhão de espectadores. Na estações de música pop, "Rehab" chegou à 10.ª posição, ao passo que se tornou um crossover hit nas tabelas destinadas às músicas eletrônicas, como a Hot Dance Airplay, em que a faixa alcançou o terceiro lugar — atrás apenas de "The World Is Mine" (2004), de David Guetta com a participação de JD Davis, e "Cry for You" (2006), de September — e a Hot Dance Singles Sales, em que obteve a vice-liderança em sua estreia, tendo sido superada por "Every Day Is Exactly the Same" (2006), do grupo Nine Inch Nails. Devido à sua repercussão em estações radiofônicas voltadas a diferentes estilos musicais, a canção classificou-se em 29.ª posição na Radio Songs, que mede a execução de canções nas rádios de todos os gêneros nos Estados Unidos. Em fevereiro de 2008, a Nielsen Broadcast Data Systems premiou a canção com o BDS Certified, em reconhecimento às suas mais de 100 mil rotações nas rádios americanas em dezembro de 2007. Adicionalmente, a obra chegou à liderança da R&B Singles Chart e ao 22.º lugar da Hot RingMasters, que lista as canções mais vendidas como tom de chamada no país. No Canadá, "Rehab" alcançou a 10.ª posição da Canadian Hot 100, em 4 de agosto de 2007, e a quarta posição da Hot Adult Contemporary, em 1.º de setembro. A canção voltou a destacar-se nas tabelas da América do Norte após a exibição do Grammy Award de 2008, cerimônia de entrega de prêmios em que Winehouse apresentou-a. Uma semana após o Grammy, assistiu-se a um aumento de 234% nas vendas de "Rehab"  em território americano em relação à edição anterior. Com mais de 77 mil unidades digitais distribuídas, a faixa ascendeu da 80.ª colocação à sexta na Digital Songs e, por conseguinte, totalizou 1 175 000 downloads vendidos. Em território canadense, "Rehab" obteve a quarta colocação da Hot Canadian Digital Singles. Posteriormente, a obra foi premiada com "Disco de Platina" pela empresa Recording Industry Association of America (RIAA), dos Estados Unidos. De acordo com a Nielsen SoundScan, foram registradas mais de 1,7 milhão de unidades comercializadas de "Rehab" até ao primeiro semestre de 2011 no país.
Em outras regiões do planeta, a faixa obteve êxito sobretudo nas estações radiofônicas. Foi o que se verificou em África do Sul, por exemplo, onde a canção estreou em 22.º lugar entre as mais reproduzidas em 11 de fevereiro de 2007, vindo a alcançar a sua melhor colocação, o terceiro lugar, em 11 de março. No Japão, a obra alcançou a oitava posição da Osakan Hot 100, tendo encerrado o ano como a 68.ª mais bem-sucedida da tabela após vinte semanas de permanência. Na rádio belga VRT Radio Chart, de Flandres, "Rehab" assumiu a liderança em 17 de fevereiro e manteve-se no cume por três semanas consecutivas. Igualmente, a obra alcançou o topo das paradas no Brasil e foi a 81.ª canção internacional mais executada nas rádios do país em 2007, com 2 668 reproduções, de acordo com a Crowley Broadcast Analysis, e uma das mais bem-sucedidas de 2008, segundo a Veja. Na MixFM's Official Airplay Chart, do Líbano, a canção assumiu a liderança em 11 de agosto e encerrou o ano como a quinta mais reproduzida nas rádios do país em 2007. Na Hungria, a faixa conquistou o primeiro lugar da tabela radiofônica em 10 de dezembro de 2007, em sua 19.ª semana de permanência. "Rehab" foi substituída do cume por "Beautiful Girls", de Sean Kingston, em 17 de dezembro, mas retornou à liderança em 24 do mesmo mês. Após oscilar entre as vinte primeiras colocações entre 31 de dezembro de 2007 e 3 de fevereiro de 2008, a canção recuperou a primeira posição, em 10 de fevereiro. Por conseguinte, foi a 16.ª canção mais executada nas rádios húngaras em 2007 e a 20.ª em 2008. Em Espanha, "Rehab" registrou êxito tanto nas rádios quanto em vendas. Na estação radiofônica Los 40 Principales, por exemplo, o single tornou-se o líder em execuções entre 29 de março e 5 de abril de 2008, ao passo que em uma classificação geral — isto é, que inclui todas as rádios do país — ficou em segundo lugar, atrás apenas de "Cuando Amanece", do grupo espanhol Estopa. Quanto às vendas, "Rehab" chegou ao terceiro lugar em 9 de março de 2008, atrás apenas de "Don't Stop the Music", de Rihanna, e "Cuando Amanece", uma vez mais. Consequentemente, foi o 16.º single mais bem-sucedido em território espanhol àquele ano e o segundo mais vendido no iTunes. Mais tarde, foi premiado com "Disco de Platina Tripla" pela empresa Productores de Música de España.
Após o anúncio do falecimento de Winehouse, "Rehab" reentrou quase que imediatamente em diversas tabelas musicais ao redor do globo. No Reino Unido, por exemplo, o single comercializou 1 436 cópias em apenas sete horas, de modo que reassumiu a 181.ª colocação da UK Singles Chart no dia seguinte. Em 1.º de agosto de 2011, a faixa saltou para a 29.ª posição da tabela, com 12 593 unidades vendidas. Nos Estados Unidos, a canção recebeu 173 reproduções em 119 estações radiofônicas nas primeiras horas após a divulgação do ocorrido, registrando a audiência de 1,4 milhão de espectadores nas rádios de R&B, pop, alternativas, adult e adult alternativa. Com 33 mil cópias distribuídas em apenas 36 horas após a notícia, o single reassumiu a 46.ª colocação da Digital Songs. Uma semana mais tarde, "Rehab" saltou para o 20.º lugar, com outras 66 mil unidades comercializadas. As vendas nas semanas subsequentes fizeram-na ultrapassar dois milhões de unidades distribuídas em território americano, o que resultou na emissão do certificado "Duplo Disco de Platina" da RIAA para a obra. Em França, "Rehab" reassumiu a 38.ª posição horas após a divulgação da notícia. Uma semana mais tarde, saltou para o 17.º lugar, com 3 827 cópias vendidas. Na Austrália, o tema reentrou em 27.º lugar, de modo que superou a sua melhor colocação — a 35.ª, conquistada em março de 2008. O mesmo ocorreu nos Países Baixos. Lá, a faixa alcançara o 14.º lugar, em fevereiro de 2007, e obteve a 13.ª posição ao retornar em agosto de 2011. Em território neozelandês, a faixa reassumiu a 13.ª posição na Official New Zealand Music Chart em 1.º de agosto de 2011. Simultaneamente, obteve o sétimo lugar em Espanha. Já na Suíça, reentrou em 12.º, em 7 do mesmo mês, e em Itália, em 11.ª posição.
| Região (tabela musical)                                | Melhor posição |
| ------------------------------------------------------ | -------------- |
| África do Sul (South Africa Airplay Chart)             | 3              |
| Alemanha (Media Control Charts)                        | 23             |
| Austrália (ARIA Charts)                                | 27             |
| Áustria (Ö3 Austria top 40)                            | 19             |
| Barém (أعلى 10 أجنبية)                                 | 9              |
| Bélgica (Ultratop 50 de Flandres)                      | 10             |
| Bélgica (VRT Radio Chart de Flandres)                  | 1              |
| Bélgica (Ultratop 40 de Valônia)                       | 24             |
| Brasil (Associação Brasileira de Produtores de Disco)  | 1              |
| Canadá (Canadian Hot 100)                              | 10             |
| Chile (Feria del Disco)                                | 1              |
| Coreia do Sul (Gaon International Singles Chart)       | 184            |
| Croácia (Hrvatska Airplay Radio Chart)                 | 5              |
| Dinamarca (IFPI Dinamarca)                             | 5              |
| El Salvador (Asociación Fonográfica de El Salvador)    | 5              |
| Equador (Industria Fonográfica Ecuatoriana)            | 2              |
| Escócia (Scottish Singles Charts)                      | 12             |
| Eslováquia (IFPI República Eslovaca)                   | 77             |
| Espanha (Productores de Música de España)              | 3              |
| Estados Unidos (Billboard Hot 100)                     | 9              |
| Estados Unidos (Mainstream Hot 40)                     | 13             |
| Estados Unidos (Adult Alternative Songs)               | 7              |
| Estados Unidos (Hot Dance Singles Sales)               | 2              |
| Estados Unidos (Hot R&B Singles Chart)                 | 1              |
| Estados Unidos (Hot Dance Airplay)                     | 3              |
| Estados Unidos (Hot RingMasters)                       | 22             |
| Finlândia (IFPI Finlândia)                             | 15             |
| França (Syndicat National de l'Édition Phonographique) | 11             |
| Grécia (Greece Digital Songs)                          | 7              |
| Hungria (Magyar Hanglemezkiadók Szövetsége)            | 1              |
| Irlanda (Irish Singles Chart)                          | 21             |
| Islândia (Icelandic National Group of IFPI)            | 12             |
| Israel (Media Forest)                                  | 2              |
| Itália (Federazione Industria Musicale Italiana)       | 9              |
| Japão (Osakan Hot 100)                                 | 8              |
| Líbano (MixFM's Official Airplay Chart)                | 1              |
| Luxemburgo (Luxembourg Airplay Chart)                  | 22             |
| Noruega (VG-Lista)                                     | 1              |
| Nova Zelândia (The Official New Zealand Music Chart)   | 12             |
| Países Baixos (MegaCharts)                             | 13             |
| Polônia (Związek Producentów Audio Video)              | 43             |
| Portugal (Portugal Digital Songs)                      | 3              |
| Reino Unido (UK Singles Chart)                         | 7              |
| Reino Unido (UK R&B Singles Chart)                     | 2              |
| Chéquia (Czech Airplay Chart)                          | 49             |
| Romênia (Romanian Singles Chart)                       | 31             |
| Suécia (Grammofon Leverantörernas Förening)            | 51             |
| Suíça (Schweizer Singles Chart)                        | 11             |
| Taiwan (飛碟聯播網)                                    | 2              |
| Ucrânia (ФДР Україна чартах)                           | 2              |
| União Europeia (Euro Digital Songs)                    | 3              |
| Uruguai (Uruguay Radio Chart)                          | 6              |
| Venezuela (Record Report Anglo)                        | 17             |

| Região (Certificador)      | Certificação | Vendas     |
| -------------------------- | ------------ | ---------- |
| Bélgica (BEA)              | Ouro         | 15 000+    |
| Coreia do Sul (KMCIA)      | —            | 184 616    |
| Dinamarca (IFPI Dinamarca) | Platina      | 60 000+    |
| Espanha (PROMUSICAE)       | 3× Platina   | 120 000+   |
| Estados Unidos (RIAA)      | 2× Platina   | 2 000 000+ |
| França (SNEP)              | —            | 38 390     |
| Itália (FIMI)              | Platina      | 50 000+    |
| Nova Zelândia (RIANZ)      | Ouro         | 7 500+     |
| Reino Unido (BPI)          | Platina      | 600 000+   |
| Suíça (IFPI Schweiz)       | Platina      | 30 000+    |
| Mundo (IFPI)               | —            | 5 000 000+ |

### Bibliográficas
1. Newkey-Burden, Chas (2008). Amy Winehouse Biografia. Brasil: Editora Globo. ISBN 978-85-250-4580-5

### Eletrônicas
1. 1 2  Jacqui Swift (26/10/2006). "Wine, Woman and Song" (em inglês). The Sun. Consultado em 3 de fevereiro de 2017.
2. 1 2  Rui Miguel Abreu (23/7/2015). "Amy Winehouse: vida trágica, grande música, talento desperdiçado". Blitz. Consultado em 3 de fevereiro de 2017.
3. ↑  Chloe Diski (8/10/2006). "What I Know About Men..." (em inglês). The Guardian. Consultado em 3 de fevereiro de 2017.
4. 1 2  "Police: Singer Amy Winehouse Dies" (em inglês). Yahoo! News. 23/7/2011. Consultado em 7 de fevereiro de 2017.
5. ↑  Jenny Eliscu (14/6/2007). "Amy Winehouse: The Diva and Her Demons" (em inglês). Rolling Stone. Consultado em 3 de fevereiro de 2017.
6. 1 2  Marcus Dunk (10/8/2007). Amy's Downward Spiral" (em inglês). The Daily Express. Consultado em 3 de fevereiro de 2017.
7. 1 2  Dorian Lynskey (26/6/2015). "Billboard Cover: Sam Smith, Mark Ronson and More on Amy Winehouse's Lasting Legacy, Tragic End and Eye-Opening New Documentary" (em inglês). Billboard. Nielsen Business Media, Inc. Consultado em 3 de fevereiro de 2017.
8. 1 2 3  Jessamy Calkin (2015). "Amy Winehouse: Behind The Controversial Documentary" (em inglês). The Daily Telegraph. Consultado em 3 de fevereiro de 2017.
9. ↑  Jim Carroll (1.º/12/2006). "From the Archive: Amy Winehouse, Act Two - 'This Time, I Know What Is Going On'" (em inglês). The Irish Times. Consultado em 3 de fevereiro de 2017.
10. 1 2  Newkey-Burden, Chas (2008). Amy Winehouse: Biografia. Brasil: Editora Globo. ISBN 978-85-250-4580-5
11. ↑  Nick Shymansky (2/7/2015). "Amy Winehouse Said No When I Asked Her to Go to Rehab – The Song She Wrote About It Turned Her Into a Star, But Five Years Later She Was Dead" (em inglês). The Independent. Consultado em 7 de fevereiro de 2017.
12. ↑  "Vai ficar". Billboard Brasil. Edição: 22. Agosto/2011. Págs.: 52-3. Nielsen Business Media, Inc. ISSN: 977-217605400-2.
13. 1 2 3  Terry Gross (31/12/2015). "The Story Behind Mark Ronson's Hit Song 'Uptown Funk'" (em inglês). National Public Radio. Consultado em 2 de fevereiro de 2017.
14. 1 2 3 4  Chris Harris (1.º/2/2008). "Amy Winehouse's 'Rehab,' 'The Theme Song Of Modern-Day Celebrity Trash Culture': Behind The Grammys" (em inglês). MTV News. Consultado em 5 de fevereiro de 2017.
15. 1 2  Devon Maloney (27/6/2012). "Amy Winehouse Book Recounts Birth of 'Rehab'" (em inglês). Spin. Consultado em 7 de fevereiro de 2017.
16. ↑  Paul Jeffrey (3/8/2007). "Amy Winehouse: Blake and I are Mr and Mrs Normal!" (em inglês). Daily Mail. Consultado em 2 de fevereiro de 2017.
17. ↑  Jenny Stevens (27/6/2012). "Mitch Winehouse: 'Amy Wrote 'Rehab' in Just Three Hours'" (em inglês). NME. Consultado em 5 de fevereiro de 2017.
18. 1 2 3 4  Paul Tingen (Agosto/2007). "Secrets Of The Mix Engineers: Tom Elmhirst" (em inglês). Sound on Sound. Consultado em 2 de fevereiro de 2017.
19. ↑  "Amy Winehouse - The Official Website" (em inglês). Amy Winehouse Official site. Agosto/2006. Consultado em 5 de fevereiro de 2017.
20. ↑  "Amy Winehouse - The Official Website" (em inglês). Amy Winehouse Official site. Setembro/2006. Consultado em 13 de outubro de 2016.
21. ↑  "Remembering Amy Winehouse (1983-2011)" (em inglês). Us Weekly. 25/7/2011. Consultado em 5 de fevereiro de 2017.
22. 1 2  "Amy Winehouse - 'Rehab' (CD-Maxi)" (em inglês). Amazon.com. Consultado em 5 de fevereiro de 2017.
23. ↑  "Amy Winhouse - 'Rehab' - CD single" (em inglês). Amazon.com. Consultado em 7 de fevereiro de 2017.
24. ↑  "Songs You Need to Download Now!". Spin. N.º: 1, Vol.: 23. Pág.: 28. SPIN Media LLC. ISSN: 0886-3032.
25. ↑  "Amy Winehouse - 'Rehab'" (em inglês). Amazon.com. Consultado em 7 de fevereiro de 2017.
26. ↑  "Days of Winehouse and Roses". Billboard. N.º: 8, Vol.: 119. Pág.: 61. Nielsen Business Media, Inc. ISSN: 0006-2510.
27. ↑  Chris Willman (18/5/2007). "Amy Winehouse Coachella: Look Back at EW's Time with the Late Singer at the Festival" (em inglês). Entertainment Weekly. Consultado em 5 de fevereiro de 2017.
28. ↑  "Amy Winehouse - 'Rehab'" (em inglês). Amazon.com. Consultado em 6 de fevereiro de 2017.
29. ↑  "Amy Winehouse - 'Rehab'" (em inglês). Amazon.com. Consultado em 7 de fevereiro de 2017.
30. ↑  "Available for Airplay - 2007" (em inglês). FMQB. Consultado em 6 de fevereiro de 2017.
31. ↑  "Urban Contemporary - Week Of: May 22, 2007" (em inglês). GFA Radio & Records. Consultado em 6 de fevereiro de 2017.
32. ↑  "Amy Winehouse Back to Black: son nouvel album studio le 19 mars" (em francês). Musique Radio. 1.º/1/2007. Consultado em 5 de março de 2017.
33. ↑  "Amy Winehouse - 'Rehab'" (em russo). TOP-HIT. Consultado em 6 de fevereiro de 2017.
34. ↑  "You Know I'm No Good / Rehab (Vinyl)" (em inglês). Amazon.com. Consultado em 8 de fevereiro de 2017.
35. ↑  "Amy Winehouse - 'Rehab' - Maxi single" (em inglês). Amazon.com. Consultado em 7 de fevereiro de 2017.
36. ↑  "Amy Winehouse - 'Rehab' - CD single" (em inglês). Amazon.com. Consultado em 7 de fevereiro de 2017.
37. ↑  "エイミー・ワインハウス - 'Rehab'" (em japonês). Amazon.com. Consultado em 7 de fevereiro de 2017.
38. ↑  "Amy Winehouse - 'Rehab' - Maxi single" (em inglês). Fnac. Consultado em 7 de fevereiro de 2017.
39. ↑  "Amy Winehouse - Rehab (Remixes) - EP" (em inglês). iTunes. Consultado em 6 de fevereiro de 2017.
40. ↑  "Amy Winehouse - 'Rehab'" (em inglês). Amazon.com. Consultado em 7 de fevereiro de 2017.
41. ↑  "Amy Winehouse - 'Rehab' - CD single" (em inglês). Fnac. Consultado em 7 de fevereiro de 2017.
42. ↑  Mark Edward Nero (8/3/2007). "Music: Amy Winehouse - 'Rehab' + The Remix" (em inglês). About.com. Consultado em 5 de fevereiro de 2017.
43. ↑  "New Amy Winehouse – 'Rehab (Pharoahe Monch Remix)'" (em inglês). Stereogum. 5/4/2007. Consultado em 5 de fevereiro de 2017.
44. ↑  "Amy Winehouse - 'Rehab' – Jay-Z (Remix)" (em inglês). Amazon.com. Consultado em 8 de fevereiro de 2017.
45. 1 2  "Amy Winehouse - Rehab" (em inglês). AllMusic. Consultado em 7 de fevereiro de 2017.
46. 1 2 3  Shenequa Golding (27/10/2016). "Amy Winehouse's Back to Black Was A Magical Yet Haunting Foreshadowing" (em inglês). Vibe. Consultado em 9 de fevereiro de 2017.
47. 1 2  Will Hermes (9/3/2007). "The People's Songs: 'Rehab'" (em inglês). BBC Radio 2. Consultado em 7 de fevereiro de 2017.
48. ↑  John Murphy (23/10/2006). "Track Reviews: Amy Winehouse - 'Rehab'" (em inglês). MusicOMH. Consultado em 9 de fevereiro de 2017.
49. 1 2  Phil Alexander (2007). "'Mojo' Recommends" (em inglês). The Austin Chronicle. Consultado em 5 de fevereiro de 2017.
50. 1 2 3  "Stylus Magazine's Best 50 Singles of 2006" (em inglês). Stylus. 11/12/2006. Consultado em 4 de fevereiro de 2017.
51. ↑  Mikael Wood (11/1/2007). "Amy Winehouse" (em inglês). Time Out. Consultado em 7 de fevereiro de 2017.
52. 1 2  John Murphy (30/10/2006). "Album Reviews: Amy Winehouse - Back to Black" (em inglês). MusicOMH. Consultado em 8 de fevereiro de 2017.
53. ↑  Daphne A. Brooks (10/9/2008). "Amy Winehouse and the (Black) Art of Appropriation" (em inglês). The Nation. Consultado em 7 de fevereiro de 2017.
54. ↑  Kenneth Partridge (19/3/2007). "CD Reviews: Amy Winehouse, Black Lips" (em inglês). Vail Daily. Consultado em 9 de fevereiro de 2017.
55. ↑  Alex MacGregor (2006). "Single Review: Amy Winehouse - 'Rehab'" (em inglês). UKMIX. Consultado em 7 de fevereiro de 2017.
56. 1 2  Mark Edward Nero (5/2/2016). "Best R&B and Soul Songs of the 2000s" (em inglês). About.com. Consultado em 4 de fevereiro de 2017.
57. ↑  "EW Review: Amy Winehouse's Back to Black" (em inglês). Entertainment Weekly. Consultado em 7 de fevereiro de 2017.
58. ↑  "Digital Sheet Music - 'Rehab' by Amy Winehouse" (em inglês). Music Notes, Inc. Consultado em 7 de fevereiro de 2017.
59. 1 2  Lara Salahi (25/7/2011). "Amy Winehouse: Career Shadowed by Manic Depression" (em inglês). ABC News. Consultado em 7 de fevereiro de 2017.
60. ↑  Grant Britt (4/4/2007). "Rehab is for Quitters" (em inglês). Creative Loafing Charlotte. Consultado em 2 de fevereiro de 2017.
61. ↑  Michelle A. Vu (24/7/2011). "Amy Winehouse Dead: Mother, Celebrity Friends Express Grief" (em inglês). The Christian Post. Consultado em 7 de fevereiro de 2017.
62. 1 2  Alex Redekop (15/7/2016). "Rear View Mirror: Amy Winehouse's Tragic Signature Song, 'Rehab'" (em inglês). CBC Music. Consultado em 7 de fevereiro de 2017.
63. ↑  Justin Myers (21/7/2016). "Looking Back at Amy Winehouse's Back to Black Ten 10 Years On" (em inglês). Official Charts Company. Consultado em 6 de fevereiro de 2017.
64. 1 2  Bill Lamb (16/03/2007). "About Review: Amy Winehouse - 'Rehab'" (em inglês). About.com. Consultado em 5 de fevereiro de 2017.
65. 1 2  "Track Reviews - Amy Winehouse - Rehab" (em inglês). NME. 30/10/2006. Consultado em 8 de fevereiro de 2017.
66. 1 2  "The Singles Jukebox" (em inglês). Stylus. 31/10/2006. Consultado em 4 de fevereiro de 2017.
67. 1 2  Alicia Rose (20/10/2006). "Review: Amy Winehouse - 'Rehab'" (em inglês). Gigwise. Consultado em 8 de fevereiro de 2017.
68. 1 2  Steven Hyden (26/6/2007). "Top Of The Pops: Issue Date June 30, 2007" (em inglês). The A.V. Club. Consultado em 5 de fevereiro de 2017.
69. 1 2  "The Billboard Singles Reviews". Billboard. N.º: 19, Vol.: 199. Pág.: 38. Nielsen Business Media, Inc. ISSN: 0006-2510.
70. 1 2  John Dingwall (27/10/2006). "Singles Review" (em inglês). The Daily Record. Consultado em 8 de fevereiro de 2017.
71. ↑  Chuck Arnold e Oliver Jones (26/11/2007). "Picks and Pans Review: Amy Winehouse" (em inglês). People. Consultado em 8 de fevereiro de 2017.
72. ↑  Scott Conroy (27/5/2007). "Summer Music Preview For Eclectic Tastes" (em inglês). Sunday Morning. Consultado em 8 de fevereiro de 2017.
73. ↑  Stéphane Deschamps (1.º/4/2007). "Album: Back to Black" (em francês). Les Inrocks. Consultado em 25 de março de 2017.
74. ↑  Shilpa Ganatra (11/10/2006). "Music Review - Single - Amy Winehouse's 'Rehab'" (em inglês). Hot Press. Consultado em 8 de fevereiro de 2017.
75. ↑  Nathan Rabin (13/3/2007). "Musical Work Review: Amy Winehouse" (em inglês). The A.V. Club. Consultado em 8 de fevereiro de 2017.
76. ↑  Alex Lai (28/9/2006). "Single Review: Amy Winehouse - Rehab" (em inglês). Contact Music. Consultado em 8 de fevereiro de 2017.
77. ↑  Christian Hoard (6/2/2007). "Rolling Stone Reviews: Amy Winehouse - Back to Black" (em inglês). Rolling Stone. Consultado em 8 de fevereiro de 2017.
78. ↑  "Genie In A Bottle". Vibe. N.º: 5, Vol.: 15. Pág.: 98. Maio/2007. ISSN: 1070-4701.
79. ↑  Joe Queenan (8/2/2008). "'Rehab' Is One Great Song" (em inglês). The Guardian. Consultado em 8 de fevereiro de 2017.
80. ↑  "Tracks Of The Year - 2006" (em inglês). NME. 10/12/2006. Consultado em 4 de fevereiro de 2017.
81. ↑  "Best 100 Singles of 2006" (em inglês). BBC Music. Dezembro/2006. Consultado em 4 de fevereiro de 2017.
82. ↑  Mark Edward Nero (20/12/2016). "Top 10 R&B Songs of 2006" (em inglês). About.com. Consultado em 4 de fevereiro de 2017.
83. ↑  Philip French (24/12/2006). "Critics' Review of 2006" (em inglês). The Guardian. Consultado em 4 de fevereiro de 2017.
84. ↑  Kevin Courtney (15/12/2006). "Aye Tunes" (em inglês). The Irish Times. Consultado em 15 de abril de 2017.
85. ↑  Thiago Ney (8/12/2006). "De Allen a Lovefoxxx, 2006 é o ano das mulheres na música". Folha de S.Paulo. Consultado em 30 de abril de 2017.
86. ↑  Josh Tyrangiel (9/12/2007). "Best Songs of 2007" (em inglês). Time. Consultado em 4 de fevereiro de 2017.
87. ↑  "50 Melhores Músicas de 2007". Rolling Stone Brasil. Janeiro/2008. Consultado em 4 de fevereiro de 2017.
88. ↑  "BLITZ: Os Melhores de 2007 (Canções)". Blitz. 30/11/2007. Consultado em 4 de fevereiro de 2017.
89. ↑  Ken Tucker (19/12/2007). "A Critic Assesses The Year in Rehab (Er, Rock)" (em inglês). National Republic Radio. Consultado em 4 de fevereiro de 2017.
90. ↑  "The Best Albums & Singles of 2007" (em inglês). Slant Magazine. 15/12/2007. Consultado em 4 de fevereiro de 2017.
91. ↑  "The 100 Best Songs of 2007" (em inglês). Rolling Stone. 11/12/2007. Consultado em 4 de fevereiro de 2017.
92. ↑  Mary Huhn (28/12/2007). "207 Best Songs to Dowload from 2007" (em inglês). New York Post. Consultado em 4 de fevereiro de 2017.
93. ↑  Tim Chester, Ash Dosanjh, Priya Elan, Jamie Fullerton, Tom Goodwyn, Matthew Horton, Luke Lewis, Hamish MacBain, James McMahon, Emily Mackay, David Moynihan, Krissi Murison, Ben Patashnik, Martin Robinson, Rebecca Schiller, Alan Woodhouse e Matt Wilkinson (29/5/2012). "100 Best Songs Of The 00s" (em inglês). NME. Consultado em 4 de fevereiro de 2017.
94. ↑  Rebecca Schiller (6/10/2011). "150 Best Tracks Of The Past 15 Years" (em inglês). NME. Consultado em 8 de fevereiro de 2017.
95. ↑  "100 Best Songs Of The 2000's" (em inglês). Rolling Stone. Consultado em 8 de fevereiro de 2017.
96. ↑  Marshall Fish (23/12/2009). "Top 10 pop Songs of the Decade" (em inglês). Yahoo! Music. Consultado em 8 de fevereiro de 2017.
97. ↑  Neil McCormick (18/9/2009)."100 Songs That Defined The Noughties" (em inglês). The Daily Telegraph. Consultado em 8 de fevereiro de 2017.
98. ↑  "The 100 Best Songs of the 2000s" (em inglês). Complex. 14/12/2011. Consultado em 8 de fevereiro de 2017.
99. ↑  "100 Greatest Movies, TV Shows, and More" (em inglês). Entertainment Weekly. 4/12/2009. Consultado em 8 de fevereiro de 2017.
100. ↑  "100 Greatest Songs of the '00s" (em inglês). VH1. 29/9/2011. Consultado em 8 de fevereiro de 2017.
101. ↑  "Best Songs of the 2000s" (em inglês). Pretty Much Magazine. 5/1/2010. Consultado em 8 de fevereiro de 2017.
102. ↑  "500 Greatest Songs of All Time" (em inglês). Rolling Stone. 4/4/2011. Consultado em 8 de fevereiro de 2017.
103. ↑  Bill Lamb (22/8/2016). "Top 100 pop Songs Of All Time" (em inglês). About.com. Consultado em 27 de fevereiro de 2017.
104. ↑  David Renshaw (31/8/2012). "The Beatles, Amy Winehouse included in Radio 2's The People's Songs" (em inglês). Gigwise. Consultado em 8 de fevereiro de 2018.
105. ↑  "The 100 Greatest Choruses of the 21st Century" (em inglês). Billboard. Nielsen Business Media, Inc. 24/4/2017. Consultado em 8 de fevereiro de 2018.
106. ↑  Christian Hoard, Christopher R. Weingarten, Jon Dolan, Elias Leight, Brittany Spanos, Suzy Exposito, Kory Grow, Sarah Grant, Simon Vozick-Levinson, Andy Greene & Will Hermes (28/6/2018). "The 100 Greatest Songs of the Century – So Far" (em inglês). Rolling Stone. Consultado em 23 de Julho de 2018.
107. ↑  "Ivor Novello Winners 2007" (em inglês). BBC News. 24/5/2007. Consultado em 4 de fevereiro de 2017.
108. ↑  "Village Voice's Pazz & Jop Winner: Singles" (em inglês). The Village Voice. The Village Voice LLC. Consultado em 8 de fevereiro de 2017.
109. ↑  "MOJO Awards 2007" (em inglês). BBC Music. 18/6/2007. Consultado em 4 de fevereiro de 2017.
110. ↑  "Mobo Awards 2007: Winners In Full" (em inglês). BBC News. 19/9/2007. Consultado em 8 de outubro de 2016.
111. ↑  "El Canto del Loco y Amaral lideran con 5 nominaciones la lista de candidatos a los Premios 40 Principales '08" (em castelhano). Los 40 Principales. 9/10/2008. Consultado em 4 de fevereiro de 2017.
112. ↑  "Fausto Miño en Los 40 Principales" (em castelhano). El Universo. 14/12/2008. Consultado em 4 de fevereiro de 2017.
113. ↑  "Grammy 2008 Winners List" (em inglês). MTV News. 10/2/2008. Consultado em 4 de fevereiro de 2017.
114. ↑  "Now That's Entertaining" (em inglês). The Daily Record. 15/9/2008. Consultado em 4 de fevereiro de 2017.
115. 1 2  "Beyonce and Justin Timberlake Lead the Way With Seven Nominations Each Followed by Kanye West and Rihanna With Five Nods and Amy Winehouse Vying for Three Moonmen" (em inglês). PR Newswire. 7/8/2007. Consultado em 4 de fevereiro de 2017.
116. 1 2 3 4 5 6 7  Gil Kaufman (4/9/2007). "Amy Winehouse's 'Rehab' Was Really Just A Decrepit London Building: VMA Lens Recap" (em inglês). MTV News. Consultado em 4 de fevereiro de 2017.
117. ↑  Federica Tazza (7/10/2017). "Phil Griffin: 'Amy Winehouse amava la tragedia e la danza'" (em italiano). Rolling Stone Italia. Consultado em 19 de fevereiro de 2018.
118. 1 2  Pedro Caiado (29/7/2011). "'Amy gostava de mandar no set', diz dono de casarão usado em 'Rehab'" . G1. Consultado em 4 de fevereiro de 2017.
119. ↑  "Amy Winehouse - 'Rehab' - Music Video" (em inglês). YouTube. Consultado em 1.º de setembro de 2017.
120. ↑  "Amy Winehouse's 'Rehab' Music Video" (em inglês). ContacMusic. 26/9/2006. Consultado em 4 de fevereiro de 2017.
121. ↑  "Amy Winehouse - 'Rehab' - Music Video" (em inglês). iTunes. Consultado em 4 de fevereiro de 2017.
122. ↑  "Amy Winehouse - Music Videos" (em inglês). MTV. Consultado em 19 de fevereiro de 2018.
123. ↑  Guilherme Bryan (24/7/2011). "Os vídeos musicais de Amy Winehouse" (em inglês). Yahoo! Music. Consultado em 4 de fevereiro de 2017.
124. 1 2 3  Duncan Macleod (16/8/2007). "Amy Winehouse - Rehab" (em inglês). The Inspiration Room. Consultado em 4 de fevereiro de 2017.
125. ↑  Katie Hasty (21/3/2007) ."Musiq, Lloyd Usher Six Big Debuts Onto Album Chart" (em inglês). Billboard. Nielsen Business Media, Inc. Consultado em 4 de fevereiro de 2017.
126. ↑  "Total Request Live - June 7th, 2007" (em inglês). Total Request Live Archive. Consultado em 6 de fevereiro de 2017.
127. ↑  "MTV Announces Platinum And Gold Awards" (em inglês). Universal Music. 30/11/2007. Consultado em 2 de maio de 2017.
128. ↑  "Billboard Charts: Music Video". Billboard. N.º: 15, Vol.: 119. Pág.: 26. Nielsen Business Media, Inc. ISSN: 0006-2510.
129. ↑  Informações sobre o  VH1 Music Videos em Radio & Records (ISSN: 0277-4860), seção "Video Channels", nas seguinte edições:
  - N.º: 1 718. 13/7/2007. Pág.: 66.
  - N.º: 1 719. 20/7/2007.  Pág.: 61.
  - N.º: 1 720. 27/7/2007. Pág.: 65.
  - N.º: 1 721. 3/8/2007. Pág.: 69.
130. ↑  "Hottest Sounds, Music Videos Of '07" (em inglês). CBS News. 28/12/2007. Consultado em 28 de fevereiro de 2017.
131. ↑  Maura (13/12/2007). "VH1's Viewers Sure Do Like Looking At Jess Mariano When He's Not Wearing A Shirt" (em inglês). Idolator. Consultado em 28 de fevereiro de 2017.
132. ↑  "Los mejores 40 vídeos de 2007 para la redacción Los 40" (em castelhano). Los 40 Principales. Dezembro/2007. Consultado em 4 de março de 2017.
133. ↑  "Year-End Charts - Hot Video Clips" (em inglês). Billboard. N.º: 51, Vol.: 119. Pág.: 131. Nielsen Business Media, Inc. ISSN: 0006-2510.
134. ↑  "Winners of the 2007 MTV Video Music Awards" (em inglês). The New York Daily News. 10/9/2007. Consultado em 4 de fevereiro de 2017.
135. ↑  "MTV Video Music Awards Japan '08 Nominne Arquivado em 6 de março de  2016, no Wayback Machine." (em inglês). MTV Video Music Awards Japan. Consultado em 4 de fevereiro de 2017.
136. 1 2  Leonardo Torres (28/12/2015). "Amy Winehouse conquista VEVO Certified póstumo por 'Rehab'". POPLine. Consultado em 4 de fevereiro de 2017.
137. 1 2  Gary Trust (25/7/2011). "Amy Winehouse's Albums & Singles Headed Back to Billboard Charts" (em inglês). Billboard. Nielsen Business Media, Inc. Consultado em 4 de fevereiro de 2017.
138. ↑  "Yahoo! Videos". Billboard. N.º: 23, Vol.: 123. Pág.: 96. Nielsen Business Media, Inc. ISSN: 0006-2510.
139. 1 2  Owen Adams (10/9/2006). "Music Review: Amy Winehouse - The Fleece, Bristol" (em inglês). The Independent. Consultado em 25 de abril de 2017.
140. ↑  Michael Deacon (14/9/2006). "Music Review: Like Aretha Franklin at the Bus Stop" (em inglês). The Daily Telegraph. Consultado em 25 de abril de 2017.
141. ↑  Caroline Sullivan (14/9/2006). "Music Review: Amy Winehouse - Bloomsbury Ballroom, London" (em inglês). The Guardian. Consultado em 4 de fevereiro de 2017.
142. ↑  "Osbourne Presents Chat Show While Drunk" (em inglês). Contac Music. 10/10/2006. Consultado em 5 de fevereiro de 2017.
143. ↑  "Later... With Jools Holland - Episode 1 - Series 28: Music Played" (em inglês). BBC Music. Consultado em 5 de fevereiro de 2017.
144. ↑  Dave Adair (17/11/2006). "Enjoying Rehab" (em inglês). Manchester Music. Consultado em 4 de fevereiro de 2017.
145. 1 2  "Amy Winehouse - Live Events - 2006" (em inglês). Last.FM. Consultado em 30 de abril de 2017.
146. ↑  "Live Reviews: Amy Winehouse: - KOKO, London; Tuesday, November 14" (em inglês). NME. 1.º/12/2006. Consultado em 4 de fevereiro de 2017.
147. ↑  "Amy Winehouse @ Carling Academy 2" (em inglês). Birmingham Mail. 17/11/2006. Consultado em 4 de fevereiro de 2017.
148. ↑  "Appeal BBC Children in Need, 2006 - Night: Part 2" (em inglês). BBC Music. Consultado em 5 de fevereiro de 2017.
149. ↑  "Amy Winehouse Pays Tribute to a Soul Legend" (em inglês). NME. 24/11/2006. Consultado em 5 de fevereiro de 2017.
150. ↑  "Tubridy Tonight - Saturday, 25 November 2006" (em inglês).  RTÉ One. Consultado em 1.º de maio de 2017.
151. ↑  Una Mullally (21/6/2011). "Winehouse in the Doghouse" (em inglês). The Irish Times. Consultado em 5 de fevereiro de 2017.
152. ↑  Stuart Clark (10/1/2007). "Ready, Amy, Fire!" (em inglês). Hot Press. Consultado em 5 de fevereiro de 2017.
153. ↑  "AOL Music Warms Up Winter!" (em inglês). PRNewswire. 24/11/2006. Consultado em 30 de abril de 2017.
154. ↑  "Amy Winehouse - 'Rehab' - AOL Winter Warmer (29.11.2006)" (em inglês). Universal Music Germany. Consultado em 30 de abril de 2017.
155. ↑  Zoe Chamberlan (2/12/2014). "Look: Clothes Show Live 2014 - Fashion Disasters and Successes of the Last 25 Years" (em inglês). Birmingham Mail. Consultado em 30 de abril de 2017.
156. ↑  "Arena: Amy Winehouse - The Day She Came To Dingle" (em inglês). BBC Music. Consultado em 30 de abril de 2017.
157. ↑  Ronnie Scheib (17/2/2014). "Film Review: 'Amy Winehouse: The Day She Came to Dingle'" (em inglês). Variety. Consultado em 5 de fevereiro de 2017.
158. ↑  "Amy Winehouse Takes Manhattan" (em inglês). Daily Mail. 19/1/2007. Consultado em 25 de abril de 2017.
159. ↑  James Martin (25/7/2011). "Amy Winehouse - RIP" (em inglês). MIDEM. Consultado em 15 de agosto de 2018.
160. ↑  Lars Brandle e Mark Sutherland (3/2/2007). "Cash From Clicks". Billboard. N.º: 5, Vol.: 119. Pág.: 10. Nielsen Business Media, Inc. ISSN: 0006-2510.
161. ↑  Helen Brown (25/1/2007). "Snogging, Bickering and The Cost of Ringtones" (em inglês). The Daily Telegraph. Consultado em 15 de agosto de 2018.
162. ↑  "MIDEM 2007 Attracts A Wider Music Industry" (em inglês). MusicDish Journal. 3/3/2007. Consultado em 15 de agosto de 2018.
163. ↑  Stuart Clark (15/2/2007). "I kveld på Rockefeller: Amy Winehouse!" (em norueguês). Knut Sparhell. 26/1/2007. Consultado em 5 de fevereiro de 2017.
164. ↑  Robin Olsen (27/1/2007). "Amy Winehouse Både til Hove- og Øyafestivalen" (em norueguês). MusikkNyheter. Consultado em 5 de fevereiro de 2017.
165. ↑  "All Back to Winehouse" (em inglês). Hot Press. Consultado em 5 de fevereiro de 2017.
166. ↑  Richard Alleyne (14/2/2007). "Amy Goes to Rehab and Finds a Dose of Success at the Brits" (em inglês). The Daily Telegraph. Consultado em 5 de fevereiro de 2017.
167. ↑  Priya Elan (9/3/2007). "Amy Winehouse: Shockwaves NME Awards Show, Astoria, London, Monday, February 19" (em inglês). NME. Consultado em 27 de fevereiro de 2017.
168. ↑  Debora Marighetti (29/7/2011). "Amy Winehouse: Una Serata-Tributo Su MTV Domani Alle 21 (E In Replica Tutta La Settimana)" (em italiano). TV Blog. Consultado em 11 de agosto de 2018.
169. ↑  "Las 15 mejores actuaciones musicales en el show de Letterman" (em castelhano). Público. 21/5/2015. Consultado em 5 de fevereiro de 2017.
170. ↑  "Video: Amy Winehouse Performs on Leno" (em inglês). Rap-Up. 24/4/2007. Consultado em 5 de fevereiro de 2017.
171. 1 2  Eric Ditzian (27/5/2009). "Amy Winehouse Barely Made It To 2007 MTV Movie Awards Performance" (em inglês). MTV News. Consultado em 5 de fevereiro de 2017.
172. ↑  James Montgomery (26/7/2011). "Amy Winehouse Tribute Special To Air Tomorrow On MTV" (em inglês). MTV News. Consultado em 5 de fevereiro de 2017.
173. 1 2 3  Shay Quillen e Mike Mayer (24/3/2007). "From SXSW to Bay Area, With a Bullet" (em inglês). Mercury News. Consultado em 7 de fevereiro de 2017.
174. ↑  Austin Powell (1.º/5/2007). "Coachella 2007" (em inglês). The Austin Chronicle. Consultado em 6 de fevereiro de 2017.
175. ↑  "Amy Winehouse Jazzes Up Isle Of Wight" (em inglês). NME. 9/6/2007. Consultado em 1.º de setembro de 2017.
176. ↑  Rosie Swash (22/6/2007). "Glastonbury 2007 - Review - Amy Winehouse" (em inglês). The Guardian. Consultado em 5 de fevereiro de 2017.
177. ↑  Philippe (5/7/2007). "Chronique de Concert" (em francês). Concert And Co. Consultado em 7 de fevereiro de 2017.
178. ↑  J. Freedom du Lac e David Malitz (5/8/2007). "Gimme Swelter" (em inglês). The Washington Post. Consultado em 1.º de setembro de 2017.
179. ↑  "Amy Winehouse Plays Surly Set at Lollapalooza" (em inglês). NME. 6/8/2007. Consultado em 7 de fevereiro de 2017.
180. ↑  Mark Edward Nero (2007). "Concert Review: Amy Winehouse - Live at The Roxy - March 19, 2007" (em inglês). About.com. Consultado em 5 de fevereiro de 2017.
181. ↑  Jeff Leeds (11/2/2007). "Amy Winehouse Wins Big at Grammy Awards" (em inglês). The New York Times. Consultado em 7 de fevereiro de 2017.
182. 1 2  "Glowing Amy Winehouse Takes to the Stage at Mandela's Birthday Concert in London" (em inglês). The Evening Standard. 27/6/2008. Consultado em 4 de fevereiro de 2017.
183. ↑  Roya Nikkhah (29/6/2008). "Glastonbury: Amy Winehouse Seems to Scuffle with Fan" (em inglês). The Daily Thelegraph. Consultado em 4 de fevereiro de 2017.
184. 1 2  "Amy Winehouse 'Punches' Fan at Glastonbury" (em inglês). NME. 28/6/2008. Consultado em 4 de fevereiro de 2017.
185. ↑  "Amy Winehouse Makes Blake Dedication at T In The Park" (em inglês). NME. 13/7/2008. Consultado em 7 de fevereiro de 2017.
186. ↑  Héctor Llanos Martínez (5/7/2008). "Amy Winehouse ofrece un penoso espectáculo de feria en el Rock in Río Madrid" (em castelhano). Sur. Consultado em 7 de fevereiro de 2017.
187. ↑  Marina Santa Clara Yakabe (9/1/2011). "Sorridente e apostando em hits, Amy Winehouse abre turnê brasileira com show em Floripa" . R7 Entretenimento. Consultado em 5 de fevereiro de 2017.
188. ↑  Fraser McAlpine (12/7/2007). "TOP 5 - Five Degrees Of Cover-Ation" (em inglês). BBC Radio. Consultado em 6 de fevereiro de 2017.
189. ↑  "Girls Aloud ‎– 'Call The Shots'" (em inglês). Discogs. Consultado em 6 de fevereiro de 2017.
190. ↑  Sam Villis (19/12/2006). "Sex, Drugs And A Lot Of Soul - Amy Winehouse" (em inglês). Gigwise. Consultado em 27 de fevereiro de 2017.
191. ↑  "Various ‎– Radio 1's Live Lounge: Volume 2" (em inglês). Discogs. Consultado em 9 de fevereiro de 2017.
192. ↑  Jill Menze (23/06/2007). "Fergie - June 21, 2007 - New York (Roseland Ballroom)" (em inglês). Billboard. Nielsen Business Media, Inc. Consultado em 6 de fevereiro de 2017.
193. ↑  Castina (7/7/2007). "Justin Timberlake Mocks Britney Spears With Cover Of Amy Winehouse's 'Rehab'" (em inglês). PopCrush. Consultado em 6 de fevereiro de 2017.
194. ↑  Adam Bychawski (18/8/2007). "Kanye West Plays Tribute to Amy Winehouse at V Festival" (em inglês). NME. Consultado em 6 de fevereiro de 2017.
195. ↑  "Art Brut Shout Out to Amy Winehouse at LA Show" (em inglês). NME. 12/9/2007. Consultado em 6 de fevereiro de 2017.
196. ↑  Pär Winberg (6/10/2007). "Seether: Yahoo! Music's 'Cover Art' Now Live" (em inglês). Melodic. Consultado em 6 de fevereiro de 2017.
197. ↑  Dan Ziffer  (8/10/2007). "Sunday's TV Ratings: Foxy Morons and Fast Cars" (em inglês). The Age. Consultado em 24 de fevereiro de 2017.
198. ↑  "Queens Of The Stone Age Pay Tribute To Amy Winehouse" (em inglês). Uncut. 27/11/2007. Consultado em 6 de fevereiro de 2017.
199. ↑  Brian Soergel (4/8/2008). "Jeff Lorber Covers Amy Winehouse Hit Song" (em inglês). Smooth Jazz Vibes. Consultado em 6 de fevereiro de 2017.
200. ↑  Mari Kasanuki (4/9/2008). "Taylor Swift Gets Back at Her Exes – with Music" (em inglês). People. Consultado em 4 de abril de 2017.
201. ↑  Ricky Lo (23/12/2010). "Lea and the Colors of Christmas" (em inglês). The Philippine Star. Consultado em 6 de fevereiro de 2017.
202. ↑  Thierry Cadet (29/7/2009). "La bande FM redonne vie à 'Chupee' de Cocoon" (em inglês). Charts In France. Consultado em 4 de abril de 2017.
203. ↑  Danielle Lawler e Clemmie Moodie (31/3/2010). "Amy Winehouse Gets Cash Bonus After 'Rehab' Used in Glee" (em inglês). The Daily Mirror. Consultado em 6 de fevereiro de 2017.
204. ↑  William Ruhlmann (2010). "Album Review: Keller & The Keels - Thief" (em inglês). AllMusic. Consultado em 6 de fevereiro de 2017.
205. ↑  "Ministry - Every Day Is Halloween: The Anthology" (em inglês). AllMusic. Consultado em 9 de fevereiro de 2017.
206. ↑  DJ Gravy (15/7/2010). "Jamaica's Longest Running Band, The Jolly Boys, Bring Mento Back With Their Cover of Amy Winehouse's, 'Rehab'" (em inglês). Large Up. Consultado em 9 de fevereiro de 2017.
207. ↑  William Ruhlmann (2010). "Album Review: The Jolly Boys - Great Expectation" (em inglês). AllMusic. Consultado em 27 de fevereiro de 2017.
208. ↑  "Who Covered Amy Winehouse Best? A Tribute" (em inglês). Idolator. 23/7/2011. Consultado em 6 de fevereiro de 2017.
209. ↑  Doug Elfman (28/1/2011). "Richard Cheese Puts Lounge Spin on Popular Songs" (em inglês). Las Vegas Review-Journal. Consultado em 20 de fevereiro de 2017.
210. ↑  "Rome Ramirez Records 'Rehab' Tribute To Amy Winehouse" (em inglês). CBS. 25/7/2011. Consultado em 6 de fevereiro de 2017.
211. ↑  Sarah Maloy (28/7/2011). "Mark Ronson Performs 'Valerie' For Amy Winehouse: Watch" (em inglês). Billboard. Nielsen Business Media, Inc. Consultado em 7 de fevereiro de 2017.
212. ↑  조성훈 (5/8/2011). "장재인, 펜타포트에서 너바나-에이미와인하우스 추모 공연" (em coreano). 가온 차트. Consultado em 2 de maio de 2017.
213. ↑  Jason Gregory (3/8/2011). "Coldplay Cover Amy Winehouse's 'Rehab' As Tribute To Singer - Listen" (em inglês). Gigwise.Consultado em 7 de fevereiro de 2017.
214. ↑  Marcio Claesen (3/10/2011). "Coldplay, Maroon 5 e Skank ganham coro da plateia no Rock in Rio". Estadão. Consultado em 4 de fevereiro de 2017.
215. ↑  "Vitamin String Quartet - Vitamin String Quartet Tribute to Amy Winehouse" (em inglês). iTunes. Consultado em 9 de fevereiro de 2017.
216. ↑  Jonathan Pereira (13/4/2016). "Samantha Schmütz mostra seu lado cantora na TV e quer fazer mais novelas: 'As vilãs me atraem'". iG. Consultado em 6 de fevereiro de 2017.
217. ↑  "Amy Winehouse - Rehab (Remixes & B Sides) - EP" (em inglês). iTunes. Consultado em 6 de fevereiro de 2017.
218. ↑  "Amy Winehouse - 'Rehab' - EP" (em inglês). iTunes. Consultado em 6 de fevereiro de 2017.
219. ↑  "Amy Winehouse ‎- 'Rehab'" (em inglês). Discogs. Consultado em 6 de fevereiro de 2017.
220. ↑  "Amy Winehouse ‎- 'Rehab' (Remixes)" (em inglês). Discogs. Consultado em 6 de fevereiro de 2017.
221. ↑  Créditos de Back to Black (2006), por Amy Winehouse. Island/Universal Music.
222. ↑  Adriana Sampaio (10/10/2010). "Da ruína à recuperação? Amy Winehouse promete novo álbum e shows para 2011. Relembre a trajetória de altos e baixos da cantora...". Portal iG. Consultado em 7 de dezembro de 2017.
223. ↑  Alan Jones (22/10/2006). "Single and Album Sales Fall" (em inglês). Music Week. Consultado em 2 de fevereiro de 2017.
224. ↑  Tim Perlich (10/5/2007). "Amy Winehouse" (em inglês). Now Magazine. Consultado em 1.º de setembro de 2017.
225. 1 2  Alan Jones (30/10/2006). "Mixed Sales Leave Robbie Holding Top Spot on Albums Chart" (em inglês). Music Week. Consultado em 2 de fevereiro de 2017.
226. 1 2  "UK Singles Chart: Week Oct. 28, 2006" (em inglês). Official Charts Company. Consultado em 2 de fevereiro de 2017.
227. ↑  Alan Jones (05/11/2006). "Girls Aloud Topple Robbie from Album Summit" (em inglês). Music Week. Consultado em 2 de fevereiro de 2017.
228. ↑  "UK Singles Chart: Week Nov. 18, 2006" (em inglês). Official Charts Company. Consultado em 6 de fevereiro de 2017.
229. ↑  "End of Year - UK Singles Chart - 2006" (em inglês). Official Charts Company. Consultado em 2 de fevereiro de 2017.
230. ↑  "UK Singles Chart: Week Dec. 31, 2006" (em inglês). Official Charts Company. Consultado em 6 de fevereiro de 2017.
231. ↑  Alan Jones (7/1/2007). "Take That Claim First 2007 Number One Album" (em inglês). Music Week. Consultado em 25 de fevereiro de 2017.
232. ↑  "UK Singles Chart: Week Jan. 15, 2007" (em inglês). Official Charts Company. Consultado em 6 de fevereiro de 2017.
233. ↑  Alan Jones (25/2/2007). "Mika Loses Chart Grip" (em inglês). Music Week. Consultado em 25 de fevereiro de 2017.
234. ↑  Alan Jones (25/6/2007). "White Stripes Top Albums Chart" (em inglês). Music Week. Consultado em 7 de março de 2017.
235. ↑  James Masterton (18/11/2007). "Week Ending November 24th 2007" (em inglês). Chart What. Consultado em 2 de maio de 2018.
236. ↑  "End of Year - UK Singles Chart - 2007" (em inglês). Official Charts Company. Consultado em 2 de fevereiro de 2017.
237. ↑  Justin Myers (6/9/2014). "Official Charts pop Gem #72: Amy Winehouse – Back to Black" (em inglês). Official Charts Company. Consultado em 6 de fevereiro de 2017.
238. ↑  "UK Official Chart - Singles - 'Rehab'" (em inglês). Official Charts Company. Consultado em 6 de maio de 2018.
239. ↑  Justin Myers (18/7/2015). "Amy Winehouse's Back to Black In Numbers" (em inglês). Official Charts Company. Consultado em 6 de fevereiro de 2017.
240. 1 2  "Scottish Singles Chart: Week Oct. 29, 2006" (em inglês). Official Charts Company. Consultado em 3 de fevereiro de 2017.
241. ↑  "Irish Music Charts - Artist Singles - October 28, 2006" (em inglês). Irish Recorded Music Association. Consultado em 3 de fevereiro de 2017.
242. 1 2  "Irish Music Charts - Artist Singles - November 2, 2006" (em inglês). Irish Recorded Music Association. Consultado em 3 de fevereiro de 2017.
243. ↑  "Hits of the World - Euro Digital Tracks". Billboard. N.º: 44, Vol.: 118. Pág.: 106. Nielsen Business Media, Inc. ISSN: 0006-2510.
244. ↑  "Hits of the World - Euro Digital Tracks". Billboard. N.º: 45, Vol.: 118. Pág.: 98. Nielsen Business Media, Inc. ISSN: 0006-2510.
245. 1 2  "Hits of the World - Euro Digital Tracks". Billboard. N.º: 47, Vol.: 118. Pág.: 66. Nielsen Business Media, Inc. ISSN: 0006-2510.
246. 1 2 3 4  "Norwegian Singles Chart - Amy Winehouse - 'Rehab'" (em norueguês). VG-Lista. Consultado em 3 de fevereiro de 2017.
247. ↑  Espen Arnold Hansen (30/1/2007). "Salgstopp Etter TV-Show" (em norueguês). Verdens Gang. Consultado em 5 de agosto de 2018.
248. ↑  "VG-Lista Singles Chart - Week 11, 2007" (em norueguês). VG-Lista. Consultado em 6 de fevereiro de 2017.
249. ↑  "Danish Singles Chart - UGE 6 - 2007" (em dinamarquês). IFPI Dinamarca. Consultado em 6 de fevereiro de 2017.
250. ↑  "Danish Singles Chart - UGE 8 - 2007" (em dinamarquês). IFPI Dinamarca. Consultado em 6 de fevereiro de 2017.
251. 1 2  "Danish Singles Chart - UGE 16 - 2007" (em dinamarquês). IFPI Dinamarca. Consultado em 3 de fevereiro de 2017.
252. ↑  "Le top de la Semaine - Singles - 8 Octobre 2007" (em francês). Syndicat National de l'Édition Phonographique. Consultado em 6 de fevereiro de 2017.
253. 1 2 3  "French Singles Chart - Amy Winehouse - 'Rehab'" (em francês). Syndicat National de l'Édition Phonographique. Consultado em 3 de fevereiro de 2017.
254. 1 2  "Les Singles les plus Vendus en 2007" (em francês). InfoDisc. Consultado em 4 de fevereiro de 2017.
255. 1 2  "Les Singles les plus Vendus en 2008" (em francês). InfoDisc. Consultado em 4 de fevereiro de 2017.
256. ↑  "European Hot 100 Singles: Week October 6, 2007" (em inglês). Billboard. Nielsen Business Media, Inc. Consultado em 19 de fevereiro de 2018.
257. ↑  "European Hot 100 Singles - Year End Chart - 2007" (em inglês). Billboard. Nielsen Business Media, Inc. Consultado em 19 de fevereiro de 2018.
258. ↑  "Billboard Hot 100: Week March 31, 2007". Billboard. N.º: 13, Vol.: 119. Pág.: 56. Nielsen Business Media, Inc. ISSN: 0006-2510.
259. ↑  "Billboard Hot 100: Week Aril 21, 2007". Billboard. N.º: 16, Vol.: 119. Pág.: 52. Nielsen Business Media, Inc. ISSN: 0006-2510.
260. ↑  "Billboard Hot 100: Week June 2, 2007". Billboard. N.º: 22, Vol.: 119. Pág.: 58. Nielsen Business Media, Inc. ISSN: 0006-2510.
261. ↑  Silvio Pietroluongo (23/6/2007). "Movie Awards Lift Winehouse". Billboard. N.º: 25, Vol.: 119. Pág.: 76. Nielsen Business Media, Inc. ISSN: 0006-2510.
262. ↑  Kevin Wicks (Junho/2007). "Congrats to Amy Winehouse For Her U.S. Top Ten Hit!" (em inglês). BBC America. Consultado em 19 de fevereiro de 2018.
263. ↑  Silvio Pietroluongo (15/8/2009). "'Down' Is Up". Billboard. N.º: 32, Vol.: 121. Pág.: 33. Nielsen Business Media, Inc. ISSN: 0006-2510.
264. ↑  Jonathan Cohen (21/6/2007). "Rihanna Fends Off Shop Boyz Again To Lead Hot 100" (em inglês). Billboard. Nielsen Business Media, Inc. Consultado em 3 de fevereiro de 2017.
265. ↑  "CHR-TOP 40/Hot AC" (em inglês). Radio & Records. N.º: 1 715. 22/6/2007. Pág.: 43/62. ISSN: 0277-4860.
266. 1 2  "Billboard Hot 100: Week July 7, 2007". Billboard. N.º: 27, Vol.: 119. Pág.: 76-8. Nielsen Business Media, Inc. ISSN: 0006-2510.
267. 1 2  "CHR-TOP 40/Hot AC/Triple A" (em inglês). Radio & Records. N.º: 1 716. 29/6/2007. Pág.: 43/61/72. ISSN: 0277-4860.
268. ↑  "Billboard Hot 100: Week July 14, 2007". Billboard. N.º: 28, Vol.: 119. Pág.: 48. Nielsen Business Media, Inc. ISSN: 0006-2510.
269. ↑  "CHR-TOP 40/Hot AC" (em inglês). Radio & Records. N.º: 1 717. 6/7/2007. Pág.: 27/45. ISSN: 0277-4860.
270. ↑  "CHR-TOP 40/Rhythmic/Hot AC" (em inglês). Radio & Records. N.º: 1 718. 13/7/2007. Pág.: 28/32/50. ISSN: 0277-4860.
271. 1 2  "CHR-TOP 40" (em inglês). Radio & Records. N.º: 1 721. 3/8/2007. Pág.: 35. ISSN: 0277-4860.
272. ↑  "Hot AC" (em inglês). Radio & Records. N.º: 1 722. 10/8/2007. Pág.: 50. ISSN: 0277-4860.
273. ↑  "Every Other Song to the Left, to the Left: Beyonce Takes 2007’s Hot 100 Title" (em inglês). Idolator. 17/12/2007. Consultado em 2 de fevereiro de 2017.
274. ↑  "Year-End Charts: CHR-TOP 40 Songs/Hot AC Songs" (em inglês). Radio & Records. 7/12/2007. N.º: 1 739. Pág.: 90/92. ISSN: 0277-4860.
275. ↑  "Alternative" (em inglês). Radio & Records. N.º: 1 707. 27/4/2007. Pág.: 50. ISSN: 0277-4860.
276. ↑  "Alternative" (em inglês). Radio & Records. N.º: 1 710. 18/5/2007. Pág.: 65. ISSN: 0277-4860.
277. 1 2 3  "Canada Hot AC/Triple A" (em inglês). Radio & Records. N.º: 1 724. 25/8/2007. Pág.: 51/60. ISSN: 0277-4860.
278. 1 2  "Hot Dance Airplay: Week June 16, 2007" (em inglês). Billboard. Nielsen Business Media, Inc. Consultado em 1.º de março de 2017.
279. 1 2  "Hot Dance Singles Sales: Week June 23, 2007" (em inglês). Billboard. Nielsen Business Media, Inc. Consultado em 4 de março de 2017.
280. ↑  "Radio Songs - Amy Winehouse - Chart History" (em inglês). Billboard. Nielsen Business Media, Inc. Consultado em 28 de fevereiro de 2017.
281. ↑  "BDS Certified Spin Awards December 2007 Recipients" (em inglês). Radio & Records. N.º: . 15/2/2008. Pág.: 72. ISSN: 0277-4860.
282. 1 2  "Amy Winehouse Nominated for Six Grammy Awards" (em inglês). Reuters/Business Wire. 6/12/2007. Consultado em 5 de fevereiro de 2017.
283. 1 2  "Hot RingMasters - Amy Winehouse - Chart History" (em inglês). Billboard. Nielsen Business Media, Inc. Consultado em 28 de fevereiro de 2017.
284. 1 2  "Canadian Singles Chart - Amy Winehouse - Chart History" (em inglês). Billboard. Nielsen Business Media, Inc. Consultado em 4 de fevereiro de 2017.
285. ↑  "Byte-Sized Gains: Digital Sales Add To Awards Show Haul". Billboard. N.º: 9, Vol.: 120. Pág.: 5. Nielsen Business Media, Inc. ISSN: 0006-2510.
286. ↑  "US Charts: Grammys Fuel Winehouse Album Sales" (em inglês). Music Week. 22/2/2008. Consultado em 5 de fevereiro de 2017.
287. ↑  "Hot Canadian Digital Singles: Week March 1, 2008" (em inglês). Billboard. Nielsen Business Media, Inc. Consultado em 28 de fevereiro de 2017.
288. ↑  "Certified Awards: Amy Winehouse - 'Rehab'" (em inglês). Recording Industry Association of America. Consultado em 5 de fevereiro de 2017.
289. 1 2  Keith Caulfield (23/7/2012). "Amy Winehouse Still on Sales Charts, One Year After Her Death" (em inglês). The Hollywood Reporter. Consultado em 5 de fevereiro de 2017.
290. ↑  "South Africa Airplay Chart: Week February 11, 2007" (em africâner). 5FM. Consultado em 3 de fevereiro de 2017.
291. 1 2  "South Africa Airplay Chart: Week March 11, 2007" (em africâner). 5FM. Consultado em 3 de fevereiro de 2017.
292. 1 2  "Osakan Hot 100: 2007 Yearly Chart" (em japonês). FM802. Consultado em 3 de fevereiro de 2017.
293. 1 2  "VRT Radio Chart: Datum 17 Februari 2007" (em neerlandês). Vlaamse Radio. Consultado em 4 de março de 2017.
294. 1 2  "Shows no Brasil de Amy Winehouse são busca por redenção". TV Cidade Verde. 9/1/2011. Consultado em 10 de agosto de 2018.
295. ↑  "Crowley Broadcast Analysis do Brasil - Internacional (Período de 1/1/2007 a 31/12/2007)". Crowley Broadcast Analysis. Consultado em 4 de fevereiro de 2017.
296. ↑  "Alma do negócio: o número de cópias vendidas no Brasil por grandes nomes do soul" (em inglês). Veja. 25/11/2009. Consultado em 19 de março de 2016.
297. 1 2  "MixFM's Official Airplay Chart: Week 18-25 August, 2007" (em inglês). MixFM's Official. Consultado em 3 de fevereiro de 2017.
298. ↑  "End of Year - MixFM's Official Airplay Chart - 2007" (em inglês). MixFM's Official Airplay Chart. Consultado em 6 de fevereiro de 2017.
299. 1 2  "Rádiós TOP 40 Játszási Lista – 2007. 49. Hét" (em húngaro). Magyar Hanglemezkiadók Szövetsége. Consultado em 3 de fevereiro de 2017.
300. ↑  "Rádiós TOP 40 Játszási Lista – 2007. 51. Hét" (em húngaro). Magyar Hanglemezkiadók Szövetsége. Consultado em 19 de fevereiro de 2017.
301. ↑  "Rádiós TOP 40 Játszási Lista – 2008. 6. Hét" (em húngaro). Magyar Hanglemezkiadók Szövetsége. Consultado em 3 de fevereiro de 2017.
302. ↑  "MAHASZ Rádiós TOP 100 - 2007" (em húngaro). Magyar Hanglemezkiadók Szövetsége. Consultado em 3 de fevereiro de 2017.
303. ↑  "MAHASZ Rádiós TOP 100 - 2008" (em húngaro). Magyar Hanglemezkiadók Szövetsége. Consultado em 3 de fevereiro de 2017.
304. ↑  "Los 40 Principales - Lista del 29 de marzo de 2008" (em castelhano). Los 40 Principales. Consultado em 25 de fevereiro de 2017.
305. ↑  "Los 40 Principales - Lista del 5 de abril de 2008" (em castelhano). Los 40 Principales. Consultado em 25 de fevereiro de 2017.
306. ↑  "Lista de Radio - Semana 19: del 3 al 9 de mayo de 2008" (em castelhano). Productores de Música de España. Consultado em 6 de fevereiro de 2017.
307. ↑  "Lista de Descargas de Canciones - Semana 10: del 3 al 9 de marzo de 2008" (em castelhano). Productores de Música de España. Consultado em 6 de fevereiro de 2017.
308. ↑  Pablo Gil (9/12/2008). "Amy Winehouse y Duffy, las grandes triunfadoras entre los internautas españoles" (em castelhano). El Mundo. Consultado em 25 de fevereiro de 2017.
309. ↑  "Lista Anual - 2008 - Canciones" (em castelhano). Productores de Música de España. Consultado em 6 de fevereiro de 2017.
310. 1 2 3  "TOP 50 Canciones - Semana 30: del 25.7.2011 al 31.7.2011" (em castelhano). Productores de Música de España. Consultado em 3 de fevereiro de 2017.
311. ↑  Alan Jones (24/7/2011). "Adele Still on Top But UK Album Sales Fall to 13-Year Low" (em inglês). Music Week. Consultado em 2 de maio de 2017.
312. ↑  "Record Week for Solo Female Artists" (em inglês). Music Week. 31/7/2011. Consultado em 6 de fevereiro de 2017.
313. ↑  Ed Christman (27/7/2011). "Amy Winehouse Sales, By the Numbers" (em inglês). Billboard. Nielsen Business Media, Inc. Consultado em 5 de fevereiro de 2017.
314. ↑  Keith Caulfield (26/7/2011). "Amy Winehouse's Back to Black Re-enters Top 10 on Billboard 200 Chart" (em inglês). Billboard. Nielsen Business Media, Inc. Consultado em 5 de fevereiro de 2017.
315. ↑  Keith Caulfield (5/8/2011). "Amy Winehouse Catalog Makes Full-Week Sales Impact" (em inglês). Billboard. Nielsen Business Media, Inc. Consultado em 5 de fevereiro de 2017.
316. ↑  Jonathan Hamard (2/8/2011). "Tops: Amy Winehouse et les compilations dominent les ventes" (em francês). Charts In France. Consultado em 26 de fevereiro de 2017.
317. 1 2  "Australian Singles Chart - Amy Winehouse - 'Rehab'" (em inglês). Australian Recording Industry Association. Consultado em 3 de fevereiro de 2017.
318. 1 2  "Dutch Singles Chart - Amy Winehouse - 'Rehab'" (em neerlandês). NVPI. Consultado em 3 de fevereiro de 2017.
319. ↑  "NZ Music Charts: Week August 1, 2011" (em inglês). RIANZ. Consultado em 4 de fevereiro de 2017.
320. 1 2  "Swiss Singles Chart - Amy Winehouse - 'Rehab'" (em alemão). IFPI Schweiz. Consultado em 3 de fevereiro de 2017
321. ↑  "Classifica Settimanale WK 30" (em italiano). Federazione Industria Musicale Italiana. Consultado em 3 de fevereiro de 2017.
322. ↑  "Offizielle Deutsche Charts:  Amy Winehouse - 'Rehab'" (em alemão). Offizielle Deutsche Charts. Consultado em 3 de fevereiro de 2017.
323. ↑  "Austrian Singles Chart - Amy Winehouse - 'Rehab'" (em inglês). IFPI Áustria. Consultado em 3 de fevereiro de 2017.
324. ↑  "TOP 10 أجنبية" (em árabe). Al-Wasat, العدد 1506 - الجمعة 20 أكتوبر 2006م الموافق 27 رمضان 1427هـ. Consultado em 9 de fevereiro de 2018.
325. ↑  "Belgian Singles Chart (Vlaanderen) - Amy Winehouse - 'Rehab'" (em alemão). Belgian Entertainment Association. Consultado em 3 de fevereiro de 2017.
326. ↑  "Belgian Singles Chart (Wallonie) - Amy Winehouse - 'Rehab'" (em francês). Belgian Entertainment Association. Consultado em 3 de fevereiro de 2017.
327. ↑  "Las 10 canciones más populares de la semana" (em castelhano). El Informador. 10/11/2011. Consultado em 4 de março de 2017.
328. 1 2  "Gaon Digital Chart - 2011년 8월 1주차" (em coreano). 한국음악콘텐츠산업협회. Consultado em 4 de fevereiro de 2017.
329. ↑  "Radio HRT - Strana Lista" (em croata). Hrvatska Radiotelevizija. Consultado em 4 de abril de 2017.
330. ↑  "Las 11 del 11: 11 de octubre al 18 de octubre de 2007" (em castelhano). Grupo Radio Stereo. Consultado em 4 de abril de 2017.
331. ↑  "El top 5" (em castelhano). El Universo. 15/11/2011. Consultado em 4 de abril de 2017.
332. ↑  "Slovak Republic Singles Chart - Amy Winehouse - Chart History" (em eslovaco). Recording Industry Association of Slovak Republic. Consultado em 3 de fevereiro de 2017.
333. ↑  "Billboard Hot 100 - Amy Winehouse - Chart History" (em inglês). Billboard. Nielsen Business Media, Inc. Consultado em 3 de fevereiro de 2017.
334. ↑  "Fisinh Singles Chart - Amy Winehouse - 'Rehab'" (em finlandês). IFPI Finlândia. Consultado em 3 de fevereiro de 2017.
335. ↑  "Greece Digital Songs - Amy Winehouse - 'Rehab'" (em grego). Association of Greek Producers of Phonograms. Consultado em 3 de fevereiro de 2017.
336. ↑  "Icelandic Music Chart: Viku 37 - 2011" (em islandês). Icelandic National Group of IFPI. Consultado em 2 de maio de 2017.
337. ↑  "Weekly Charts International: Week 30 - 2011" (em hebraico). Media Forest. Consultado em 3 de fevereiro de 2017.
338. ↑  "Classifica Settimanale WK dal 23/2/2007 al 1/3/2007" (em italiano). Federazione Industria Musicale Italiana. Consultado em 3 de fevereiro de 2017.
339. ↑  "Airplay Charts - Dest Sin Déi 50 Meescht Gespillten Titelen an der Woch Firum 01-06-2007" (em luxemburguês). LRB Media Group. Consultado em 19 de fevereiro de 2018.
340. ↑  "New Zealand Singles Chart - Amy Winehouse - 'Rehab'" (em inglês). Recording Industry Association of New Zealand. Consultado em 3 de fevereiro de 2017.
341. ↑  "Polish Singles Chart - Amy Winehouse - 'Rehab'" (em polonês). Polskie Radio. Consultado em 3 de fevereiro de 2017.
342. ↑  "Portugal Digital Songs: 21 de Junho de 2008". Billboard. Nielsen Business Media, Inc. Consultado em 3 de fevereiro de 2017.
343. ↑  "Czech Airplay Chart - Amy Winehouse - 'Rehab'" (em inglês). Czech Airplay Chart. Consultado em 3 de fevereiro de 2017.
344. ↑  "Romanian Singles Chart - Week 30/2007 (6 August - 12 August 2007)" (em romeno). Recording Industry Association of Romanian. Consultado em 3 de fevereiro de 2017.
345. ↑  "Swedish Singles Chart - Amy Winehouse - 'Rehab'" (em sueco)
. Grammofon Leverantörernas Förening. Consultado em 3 de fevereiro de 2017.
346. ↑  "飛碟聯播網 - 2008年第12週" (em tailandês). 飛碟聯播網. Consultado em 4 de abril de 2017.
347. ↑  "ФДР Україна чартах: 3 Червня - 10 Червня 2007" (em ucraniano). FDR Charts. Consultado em 3 de fevereiro de 2017.
348. ↑  "Las + Pedidas" (em castelhano). DelSol 99.5 FM. Consultado em 4 de abril de 2017.
349. ↑  "Record Report Anglo - Fecha de Publicación - Sábado: 15/3/2008" (em castelhano). Record Report. Consultado em 4 de fevereiro de 2017.
350. ↑  Certificações recebidas por "Rehab":
  - Bélgica: "Gold en Platinum Certifications - Singles - 2008" (em alemão). BEA. Consultado em 4 de fevereiro de 2017.
  - Dinamarca: "Guld og Platin I April" (em dinamarquês). IFPI Dinamarca. Consultado em 4 de fevereiro de 2017.
  - Espanha: "Certificados 2011" (em castelhano). PROMUSICAE. Consultado em 4 de fevereiro de 2017.
  - Estados Unidos: "Certified Awards: Amy Winehouse - 'Rehab'" (em inglês). RIAA. Consultado em 4 de fevereiro de 2017.
  - Itália: "Certificazione Album e Compilation: Amy Winehouse - 'Rehab'" (em italiano). FIMI. Consultado em 4 de fevereiro de 2017.
  - Nova Zelândia: "NZ Music Charts: Week August 1, 2011" (em inglês). RIANZ. Consultado em 4 de fevereiro de 2017.
  - Reino Unido: "Certified Awards: Amy Winehouse - 'Rehab'" (em inglês). BPI. Consultado em 4 de fevereiro de 2017.
  - Suíça: "Certified Awards: Amy Winehouse - 'Rehab'" (em alemão). IFPI Suíça. Consultado em 4 de fevereiro de 2017.
  - Vendas mundias: "Da ruína à recuperação? Amy Winehouse promete novo álbum e shows para 2011. Relembre a trajetória de altos e baixos da cantora...". Por Adriana Sampaio, em Portal iG. 10/10/2010. Consultado em 7 de dezembro de 2017.